# Rugby en España 1977
La temporada 1976-1977 continuaba con el mismo formato que el año anterior, una 1.ª División de 10 equipos y una 2.ª división de 32 clubes en 4 grupos sectoriales, que jugaban una fase final los dos primeros de cada grupo. Un año más los equipos madrileños eran los dominantes, con 5 clubes en 1.ª División y otros 6 en 2.ª Las regionales se veían disminuidas, aunque en Madrid, Cataluña y Valencia eran más fuertes, mientras en Andalucía el grupo Sur de 2.ª división era realmente la regional. 

Una novedad se da en la Copa (Campeonato de España) que cambia su nombre por el cambio de jefe de Estado. A partir de este año se denominará Copa de Su Majestad el Rey, o Copa del Rey. El formato será el mismo con 32 equipos de 1.ª y 2.ª división.

CUADRO DE HONOR
| TORNEO                              | CAMPEÓN                      | SUBCAMPEÓN                 |
| ----------------------------------- | ---------------------------- | -------------------------- |
| X Campeonato Nacional de Liga 1.ªD  | Club Deportivo Arquitectura  | Club Atlético Uros (CAU)   |
| XLIV Campeonato España (Copa)       | Club Atlético Uros (CAU)     | Colegio Mayor Cisneros     |
| VI Campeonato Nacional de Liga 2.ªD | Club Natación Barcelona      | Valencia Rugby Club        |
| XIV Campeonato España Juvenil       | Club Deportivo Arquitectura  | Club Rugby San José        |
| IV Campeonato España Cadete         | Unión Deportiva Samboyana    | C.R. Seminario de Tarazona |
| Liga Catalana 1.ªD                  | Barcelona Unión Club (BUC)   | La Salle-Bonanova          |
| Liga de Madrid 1.ªD                 | CEU-San Pablo                | Colegio Mayor Cisneros     |
| Liga Vizcaya                        | Gernika Rugby Taldea         | Getxo Rugby Taldea         |
| Liga Valenciana 1.ªD                | CAU Rugby Valencia           | Club Náutico de Cullera    |
| Liga Andalucía                      | Medicina Sevilla             | Universitario de Córdoba   |
| Copa FIRA 1.ª División              | Selección de rugby de España | 3ª posición                |

## Competiciones Nacionales

### Xº Campeonato Nacional de Liga 1.ª División
Los equipos de la federación madrileña aumentaban su hegemonía en el rugby nacional con la presencia de 5 equipos, el 50% de la división, con 2 equipos catalanes, los dos equipos vecinos del Llobregat y completaban el campeonato, uno de Sevilla, otro de Valladolid y el incombustible Atlético San Sebastián, que había participado en todas las ligas desde la de 1969-1970.

El Colegio Mayor Cisneros defendía por primera vez el título contra sus rivales madrileños, Arquitectura (subcampeón en 1975), CAU ( tercero en 1975)  y  Canoe. Los catalanes, que habían perdido otro de sus efectivos, el Natación Barcelona, parecían a un nivel inferior, con la Samboyana como su mejor baza, y un combativo Rugby Club Cornellà, con el Atlético San Sebastián,  el CDU-Valladolid, el RACA de Sevilla y el ascendido Olímpico Leganés tratarán de evitar las dos plazas finales, que conducen al descenso o la promoción.

#### Resultados

##### Primera Vuelta
Desde el principio del campeonato se vio que la liga de este año iba a ser de la más disputada de la celebradas. Todos los equipos tenían algún partido perdido y los resultados eran muy ajustados. Empezó liderando la Samboyana que encadenó tres victorias, una de ellas contra Arquitectura, al tiempo que Cisneros y CAU empataban. Pero los catalanes en las siguientes tres jornadas encadenan tres derrotas por la mínima, 4-3 con Cisneros, 8-10 con CDU y 14-10 con Cornellá. Los colegiales se ponen a la cabeza pero en la 7.ª jornada caen ante la Escuela, que se pone líder provisionalmente. En la 8.ª jornada se producen dos sorpresas, Arquitectura pierde con CDU y Cisneros hace lo propio contra Canoe. Se llega, por tanto, al final de la primera vuelta con un líder inédito, el CAU, con una derrota, dos empates (el último contra un sorprendente RACA) y 24 puntos. Le siguen Arquitectura con 23, Cisneros con 22  y CDU con 21.

Por abajo las cosas estaban igual de calientes, el Olímpico (el 5.º equipo madrileño en liza) venció al RACA en Sevilla, pero no pudo ganar nada más a pesar de que estuvo cerca. Los sevillanos sin embargo ganaron a Canoe y Cornellá y se ponían por delante. Atlético SS y Canoe también andaban en la cuerda floja con 6 derrotas cada uno y desarrollando un juego muy irregular. Los catalanes de la Samboyana y el Cornellá se mantenían en la zona media.
| Resultados 1.ª División IDA          | Resultados 1.ª División IDA | Resultados 1.ª División IDA | Resultados 1.ª División IDA |
| Ciudad                               | Local                       | Resultado                   | Visitante                   |
| ------------------------------------ | --------------------------- | --------------------------- | --------------------------- |
| 1ª Jornada (3 de octubre de 1976)    |                             |                             |                             |
| Madrid                               | Colegio Mayor Cisneros      | 48-23                       | Rugby Club Cornellà         |
| Barcelona                            | Unión Deportiva Samboyana   | 26-18                       | Club de Campo RACA Sevilla  |
| Valladolid                           | Canoe Natación Club         | 3-10                        | CDU-Valladolid              |
| Madrid                               | Club Atlético Uros (CAU)    | 37-0                        | Olímpico Leganés            |
| San Sebastián                        | Club Atlético San Sebastián | 0-10                        | Club Deportivo Arquitectura |
| 2ª Jornada (10 de octubre de 1976)   |                             |                             |                             |
| Cornellá                             | Rugby Club Cornellà         | 3-0                         | CDU-Valladolid              |
| Madrid                               | Club Deportivo Arquitectura | 9-6                         | Club Atlético Uros (CAU)    |
| Sevilla                              | Club de Campo RACA Sevilla  | 17-10                       | Canoe Natación Club         |
| Leganés                              | Olímpico Leganés            | 6-28                        | Unión Deportiva Samboyana   |
| Madrid                               | Colegio Mayor Cisneros      | 32-12                       | Club Atlético San Sebastián |
| 3ª Jornada (17 de octubre de 1976)   |                             |                             |                             |
| Sevilla                              | Club de Campo RACA Sevilla  | 9-12                        | Olímpico Leganés            |
| Barcelona                            | Unión Deportiva Samboyana   | 14-4                        | Club Deportivo Arquitectura |
| Madrid                               | Club Atlético Uros (CAU)    | 16-16                       | Colegio Mayor Cisneros      |
| San Sebastián                        | Club Atlético San Sebastián | 4-7                         | CDU-Valladolid              |
| Madrid                               | Canoe Natación Club         | 12-4                        | Rugby Club Cornellà         |
| 4ª Jornada (24 de octubre de 1977)   |                             |                             |                             |
| Leganés                              | Olímpico Leganés            | 3-15                        | Canoe Natación Club         |
| Madrid                               | Club Deportivo Arquitectura | 23-6                        | Club de Campo RACA Sevilla  |
| Madrid                               | Colegio Mayor Cisneros      | 4-3                         | Unión Deportiva Samboyana   |
| Valladolid                           | CDU-Valladolid              | 22-32                       | Club Atlético Uros (CAU)    |
| Cornellá                             | Rugby Club Cornellà         | 51-4                        | Club Atlético San Sebastián |
| 5ª Jornada (31 dede octubre de 1976) |                             |                             |                             |
| Leganés                              | Olímpico Leganés            | 3-23                        | Club Deportivo Arquitectura |
| Sevilla                              | Club de Campo RACA Sevilla  | 10-27                       | Colegio Mayor Cisneros      |
| Barcelona                            | Unión Deportiva Samboyana   | 8-10                        | CDU-Valladolid              |
| Madrid                               | Club Atlético Uros (CAU)    | 23-18                       | Rugby Club Cornellà         |
| Madrid                               | Canoe Natación Club         | 23-24                       | Club Atlético San Sebastián |
| 6ª Jornada (7 de noviembre)          |                             |                             |                             |
| Madrid                               | Club Deportivo Arquitectura | 16-10                       | Canoe Natación Club         |
| Madrid                               | Colegio Mayor Cisneros      | 30-4                        | Olímpico Leganés            |
| Cornellá                             | Rugby Club Cornellà         | 14-10                       | Unión Deportiva Samboyana   |
| Valladolid                           | CDU-Valladolid              | 3-0                         | Club de Campo RACA Sevilla  |
| San Sebastián                        | Club Atlético San Sebastián | 0-22                        | Club Atlético Uros (CAU)    |
| 7ª Jornada (14 de noviembre de 1977) |                             |                             |                             |
| Barcelona                            | Unión Deportiva Samboyana   | 34-4                        | Club Atlético San Sebastián |
| Madrid                               | Canoe Natación Club         | 10-15                       | Club Atlético Uros (CAU)    |
| Madrid                               | Club Deportivo Arquitectura | 19-4                        | Colegio Mayor Cisneros      |
| Sevilla                              | Club de Campo RACA Sevilla  | 17-0                        | Rugby Club Cornellà         |
| Leganés                              | Olímpico Leganés            | 4-14                        | CDU-Valladolid              |
| 8ª Jornada (21 de noviembre de 1976) |                             |                             |                             |
| Madrid                               | Canoe Natación Club         | 13-6                        | Colegio Mayor Cisneros      |
| Valladolid                           | CDU-Valladolid              | 12-6                        | Club Deportivo Arquitectura |
| Leganés                              | Rugby Club Cornellà         | 23-0                        | Olímpico Leganés            |
| San Sebastián                        | Club Atlético San Sebastián | 17-8                        | Club de Campo RACA Sevilla  |
| Madrid                               | Club Atlético Uros (CAU)    | 15-0                        | Unión Deportiva Samboyana   |
| 9ª Jornada (12 de diciembre de 1976) |                             |                             |                             |
| Sevilla                              | Club de Campo RACA Sevilla  | 12-12                       | Club Atlético Uros (CAU)    |
| Barcelona                            | Unión Deportiva Samboyana   | 16-8                        | Canoe Natación Club         |
| Madrid                               | Club Deportivo Arquitectura | 28-7                        | Rugby Club Cornellà         |
| Leganés                              | Olímpico Leganés            | 12-32                       | Club Atlético San Sebastián |
| Madrid                               | Colegio Mayor Cisneros      | 28-12                       | CDU-Valladolid              |

##### Segunda Vuelta
En la última jornada del año Cisneros pierde en Cornellá y CAU debe aplazar su partido en Leganés, por lo que el liderato vuelve a los arquitectos. A la vuelta de Navidad se darán los enfrentamientos directos que aclararán bastante el panorama. En el primero, Arquitectura vence a CAU por 6-7 y en el segundo Cisneros es derrotado por el CAU por lo que se empieza a distanciar de la cabeza.

El que no pierde comba es el CDU que va ganando todos sus partidos y se coloca 2.º Pero en la jornada 13.ª es derrotado por el CAU, que a su vez, en la jornada siguiente es derrotado por Cornellá por 26-25. En la jornada 15.ª Arquitectura empata con Canoe pero sigue líder con tres puntos sobre CDU y CAU (con un partido menos).

Se debe aplazar el Cisneros-Arquitectura y la liga entra en una fase un poco confusa porque en la jornada 17.º se deben suspender también 3 partidos. En la jornada final en Cornellá, Arquitectura vence por 19-20 y aunque quedan todavía 7 partidos aplazados por jugar tiene margen suficiente para proclamarse matemáticamente campeón.

Una vez resueltos todos los aplazamientos el CAU queda subcampeón sobre el Cisneros tercero y el CDU que cae al cuarto puesto.

Por el descenso el Olímpico vuelve a derrotar al RACA pero la victoria de los sevillanos sobre el Atlético SS condena a los de Leganés al descenso directo y al RACA a la promoción. Los irregulares Canoe y Atlético están a salvo en el 7.º y 8.º respectivamente. En el duelo de los equipos del Bajo Llobregat es ganado por el Cornellá que obtiene el 5.º puesto con dos puntos de ventaja sobre la Samboyana
| Resultados 1.ª División VUELTA        | Resultados 1.ª División VUELTA | Resultados 1.ª División VUELTA | Resultados 1.ª División VUELTA |
| Ciudad                                | Local                          | Resultado                      | Visitante                      |
| ------------------------------------- | ------------------------------ | ------------------------------ | ------------------------------ |
| 10ª Jornada (19 de diciembre de 1976) |                                |                                |                                |
| Cornellá                              | Rugby Club Cornellà            | 17-10                          | Colegio Mayor Cisneros         |
| Sevilla                               | Club de Campo RACA Sevilla     | 6-10                           | Unión Deportiva Samboyana      |
| Valladolid                            | CDU-Valladolid                 | 12-7                           | Canoe Natación Club            |
| Leganés                               | Olímpico Leganés               | 4-44                           | Club Atlético Uros (CAU)       |
| Madrid                                | Club Deportivo Arquitectura    | 9-4                            | Club Atlético San Sebastián    |
| 11ª Jornada (9 de enero de 1977)      |                                |                                |                                |
| Valladolid                            | CDU-Valladolid                 | 33-6                           | Rugby Club Cornellà            |
| Madrid                                | Club Atlético Uros (CAU)       | 6-7                            | Club Deportivo Arquitectura    |
| Madrid                                | Canoe Natación Club            | 32-6                           | Club de Campo RACA Sevilla     |
| Barcelona                             | Unión Deportiva Samboyana      | 14-3                           | Olímpico Leganés               |
| San Sebastián                         | Club Atlético San Sebastián    | 0-22                           | Colegio Mayor Cisneros         |
| 12ª Jornada (16 de enero de 1977)     |                                |                                |                                |
| Leganés                               | Olímpico Leganés               | 19-17                          | Club de Campo RACA Sevilla     |
| Madrid                                | Club Deportivo Arquitectura    | 31-3                           | Unión Deportiva Samboyana      |
| Madrid                                | Colegio Mayor Cisneros         | 7-17                           | Club Atlético Uros (CAU)       |
| Valladolid                            | CDU-Valladolid                 | 10-0                           | Club Atlético San Sebastián    |
| Cornellá                              | Rugby Club Cornellà            | 12-20                          | Canoe Natación Club            |
| 13ª Jornada (23 de enero de 1977)     |                                |                                |                                |
| Madrid                                | Canoe Natación Club            | 8-4                            | Olímpico Leganés               |
| Sevilla                               | Club de Campo RACA Sevilla     | 0-3                            | Club Deportivo Arquitectura    |
| Barcelona                             | Unión Deportiva Samboyana      | 0-17                           | Colegio Mayor Cisneros         |
| Madrid                                | Club Atlético Uros (CAU)       | 3-7                            | CDU-Valladolid                 |
| San Sebastián                         | Club Atlético San Sebastián    | 26-16                          | Rugby Club Cornellà            |
| 14ª Jornada (30 de enero de 1977)     |                                |                                |                                |
| Madrid                                | Club Deportivo Arquitectura    | 22-0                           | Olímpico Leganés               |
| Madrid                                | Colegio Mayor Cisneros         | 34-12                          | Club de Campo RACA Sevilla     |
| Valladolid                            | CDU-Valladolid                 | 8-0                            | Unión Deportiva Samboyana      |
| Cornellá                              | Rugby Club Cornellà            | 26-25                          | Club Atlético Uros (CAU)       |
| San Sebastián                         | Club Atlético San Sebastián    | 22-18                          | Canoe Natación Club            |
| 15ª Jornada (6 de febrero de 1977)    |                                |                                |                                |
| Madrid                                | Canoe Natación Club            | 0-0                            | Club Deportivo Arquitectura    |
| Leganés                               | Olímpico Leganés               | 24-10                          | Colegio Mayor Cisneros         |
| Barcelona                             | Unión Deportiva Samboyana      | 4-15                           | Rugby Club Cornellà            |
| Sevilla                               | Club de Campo RACA Sevilla     | 4-9                            | CDU-Valladolid                 |
| Madrid                                | Club Atlético Uros (CAU)       | 16-0                           | Club Atlético San Sebastián    |
| 16ª Jornada (13 de febrero de 1977)   |                                |                                |                                |
| San Sebastián                         | Club Atlético San Sebastián    | 14-9                           | Unión Deportiva Samboyana      |
| Madrid                                | Club Atlético Uros (CAU)       | 20-7                           | Canoe Natación Club            |
| Madrid                                | Colegio Mayor Cisneros         | 7-29                           | Club Deportivo Arquitectura    |
| Cornellá                              | Rugby Club Cornellà            | 27-13                          | Club de Campo RACA Sevilla     |
| Valladolid                            | CDU-Valladolid                 | 16-8                           | Olímpico Leganés               |
| 17ª Jornada (27 de febrero de 1977)   |                                |                                |                                |
| Madrid                                | Colegio Mayor Cisneros         | 19-16                          | Canoe Natación Club            |
| Madrid                                | Club Deportivo Arquitectura    | 18-13                          | CDU-Valladolid                 |
| Leganés                               | Olímpico Leganés               | 3-17                           | Rugby Club Cornellà            |
| Sevilla                               | Club de Campo RACA Sevilla     | 13-8                           | Club Atlético San Sebastián    |
| Barcelona                             | Unión Deportiva Samboyana      | 19-10                          | Club Atlético Uros (CAU)       |
| 18ª Jornada (6 de marzo de 1977)      |                                |                                |                                |
| Madrid                                | Club Atlético Uros (CAU)       | 32-4                           | Club de Campo RACA Sevilla     |
| Madrid                                | Canoe Natación Club            | 35-18                          | Unión Deportiva Samboyana      |
| Cornellá                              | Rugby Club Cornellà            | 19-20                          | Club Deportivo Arquitectura    |
| San Sebastián                         | Club Atlético San Sebastián    | 20-3                           | Olímpico Leganés               |
| Valladolid                            | CDU-Valladolid                 | 12-15                          | Colegio Mayor Cisneros         |

#### Tabla de resultados
| Local \ Visitante      | ARQ   | ASS   | COR   | CAN   | CAU   | CDU   | CIS   | RAC   | OLI  | SAM   |   |
| ---------------------- | ----- | ----- | ----- | ----- | ----- | ----- | ----- | ----- | ---- | ----- | - |
| C.D. ARQUITECTURA      | —     | 9–4   | 28–7  | 16–10 | 9–6   | 18–13 | 19–4  | 23–6  | 22–0 | 21–3  |   |
| ATLÉTICO San Sebástian | 0–10  | —     | 26–16 | 22–18 | 0–22  | 4–7   | 0–22  | 17–8  | 20–3 | 14–9  |   |
| R.C. CORNELLÁ          | 19–20 | 51–4  | —     | 12–20 | 26–25 | 3–0   | 17–10 | 27–13 | 23–0 | 14–10 |   |
| CANOE N.C.             | 0–0   | 23–24 | 12–4  | —     | 10–15 | 3–10  | 13–6  | 32–6  | 8–4  | 35–18 |   |
| CAU MADRID             | 6–7   | 16–0  | 23–18 | 20–7  | —     | 9–4   | 16–16 | 32–4  | 37–0 | 15–0  |   |
| CDU VALLADOLID         | 12–6  | 10–0  | 33–6  | 12–7  | 22–32 | —     | 12–15 | 3–0   | 16–8 | 8–0   |   |
| C.M. CISNEROS          | 7–29  | 32–12 | 48–23 | 19–16 | 7–13  | 28–12 | —     | 34–12 | 30–4 | 4–3   |   |
| R.A.C.A. SEVILLA       | 0–3   | 13–8  | 17–0  | 17–10 | 12–12 | 4–9   | 10–22 | —     | 9–12 | 6–10  |   |
| OLÍMPICO Leganés       | 3–23  | 12–32 | 3–17  | 3–15  | 4–44  | 4–14  | 3–6   | 19–17 | —    | 6–28  |   |
| U.D. SAMBOYANA         | 14–4  | 34–4  | 4–15  | 16–8  | 19–10 | 8–10  | 0–17  | 26–18 | 14–3 | —     |   |
|                        |       |       |       |       |       |       |       |       |      |       | — |

#### Clasificación
| \| \| Clasificación Liga Nacional 1976-1977 \| |                                       |     |    |   |    |     |     |     |
| Pos                                            | Equipo                                | Jug | V  | E | D  | PF  | PC  | Pts |
| 1º                                             | Club Deportivo Arquitectura           | 18  | 15 | 1 | 2  | 272 | 108 | 49  |
| 2º                                             | CAU Madrid Rugby Club                 | 18  | 12 | 1 | 5  | 341 | 156 | 44  |
| 3º                                             | Colegio Mayor Cisneros                | 18  | 12 | 1 | 5  | 327 | 216 | 43  |
| 4º                                             | CDU-Valladolid                        | 18  | 12 | 0 | 6  | 207 | 155 | 42  |
| 5º                                             | Rugby Club Cornellà                   | 18  | 9  | 0 | 9  | 298 | 296 | 36  |
| 6º                                             | Unión Deportiva Samboyana             | 18  | 8  | 0 | 10 | 212 | 232 | 34  |
| 7º                                             | Canoe Natación Club                   | 18  | 7  | 1 | 10 | 247 | 224 | 33  |
| 8º                                             | Club Atlético San Sebastián           | 18  | 7  | 0 | 11 | 200 | 309 | 32  |
| 9º                                             | R.A.C.A. de Sevilla                   | 18  | 3  | 1 | 14 | 172 | 300 | 25  |
| 10º                                            | G.M. Olímpico Leganés                 | 18  | 2  | 0 | 16 | 91  | 375 | 22  |
|                                                | Clasificación Liga Nacional 1976-1977 |     |    |   |    |     |     |     |

| Trophee championnat Espagnol Rugby  |
| Campeón Club Deportivo Arquitectura |
| 3er título                          |

### VIº Campeonato Nacional de Liga 2.ª División
De nuevo habría en esta temporada una fase grupos de 14 jornadas y los dos primeros de cada grupo se clasificaban para la fase final y los dos últimos descienden directamente a regional. La fase final será de "tipo copa", el vencedor de la fase final asciende directamente a 1.ª división, el finalista jugará una promoción contra el penúltimo clasificado de 1.ª a doble partido. La liga de 2.º División se había asentado y parecía funcionar bien para los clubes implicados, que tenían una mayor exposición de sus actividades y mayor repercusión en prensa, sin un coste demasiado elevado. Se seguía observando cierto desequilibrio en los grupos, siendo el grupo Centro y el de Levante, considerablemente más competitivos que el Norte y Sur. Algo bastante normal teniendo en cuenta que en esos grupos estaban las federaciones catalana y madrileña, con diferencia las más potentes del panorama rugbistico nacional.

En el Grupo Norte, la federación asturiana había perdido un representante, y su puesto había sido reemplazado por un equipo de Vizcaya, el Basauri RC. Así la representación territorial quedaba con tres equipos de Guipúzcoa, 3 de Vizcaya, 1 asturiano y 1 santanderino, el Independiente RC, equipo ascendido también en esta temporada Hernani e Irún eran sobre el papel los equipos favoritos.

En el Grupo Centro, la federación aragonesa había perdido a sus dos representantes y con el ascenso de dos nuevos equipo madrileños: Teca y Karmen, el grupo se convertía en casi exclusivo de la capital. El ascenso del Olímpico a 1.ª dejó un puesto para otro equipo castellano, el San José y las fuerzas quedaban en 6 a 2 entre Madrid y Castilla. Al haber tres equipos filiales, las dos plazas de clasificación se las jugarán probablemente los equipos A madrileños, Liceo, Teca y Karmen, con la posible oposición del Sanjo.

No cambiaba sin embargo, el equilibrio en el Grupo de Levante, el puesto del GEyEG catalán era ocupado por el descendido de primera Natación Barcelona. Y los descendidos valencianos Cullera y Xè-15 eran sustituidos por otros dos clubs de la misma federación: Tatami y Les Abelles. Así en el global se continuaba con cinco clubes catalanes por tres valencianos. El Valencia RC y el Natación son los favoritos, sobre todo los valencianos en su tercer intento por llegar a la 1.º división.

El Grupo Sur era una regional andaluza con cinco equipos sevillanos y tres de Granada, al haber perdido la categoría el único equipo cordobés. Los ascendidos Divina Pastora de Sevilla e Isabel La Católica de Granada parecían claros candidatos al descenso.

Una novedad importante para la Copa de 1977 (la primera Copa del Rey) es que este año participarán los 6 primeros equipos de cada grupo (exceptuando equipos filiales), a diferencia del años anterior que no estaban los equipo clasificados para la final de la fase de ascenso

#### Grupo Norte
La competición en este grupo estuvo todo el año muy igualada. Los favoritos, Hernani e Irún, a los que se sumaron Sporting y Bilbao, encabezaban la tabla con un buen desempeño en los partidos de casa. Los cuatro equipos llegaron al tramo final del campeonato imbatidos en sus propios feudos, sólo el Bilbao había cedido dos empates a 0 con Hernani y Sporting. El primero en perder comba fue el Irún que perdió en Bilbao contra Medicina, mientras el resto no fallaba. En la penúltima jornada los asturianos visitaban Irún con una victoria de ventaja sobre Hernani, pero perdieron y dejaba el desenlace final para la última jornada. Ambos equipo estaban empatados en todo, aunque los de Gijón tenían 11 puntos más en el "punto average". Hernani ganó 20-0 a Basauri, y el Sporting por 17-6 a Bilbao, justo 11 puntos de diferencia. Finalmente la liga se decidió por el número de puntos a favor, tras hacer los cálculos: Sporting 256, Hernani 255, los asturianos eran vencedores por 1 solo punto.

En el descenso las cosas estuvieron más claras, el Atlético SS había abandonado la competición ya que su equipo de 1.ª División tenía también problemas y podría descender por lo que el club se centró en ellos, pasando jugadores del filial para reforzar al primer equipo. Por tanto quedaba solo una plaza para el descenso, que fue para Basauri que solo consiguió ganar un partido en toda la liga. 
| Local \ Visitante        | IRU   | HER   | ASS | MED   | BRC   | RSG   | BAS   | IND   |
| ------------------------ | ----- | ----- | --- | ----- | ----- | ----- | ----- | ----- |
| R.C. IRÚN                | —     | 17–7  |     | 4–3   | 38–0  | 12–8  | 22–0  | 28–14 |
| HERNANI R.C.             | 14–10 | —     |     | 44–10 | 15–10 | 10–6  | 58–4  | 28–3  |
| C. ATLÉTICO SS B         |       |       | —   |       |       |       |       |       |
| C. MEDICINA BILBAO       | 22–10 | 3–20  |     | —     | 4–6   | 10–12 | 14–18 | 25–4  |
| BILBAO R.C.              | 7–6   | 0–0   |     | 18–7  | —     | 0–0   | 32–0  | 30–10 |
| R. Sp. de GIJÓN          | 7–6   | 18–13 |     | 28–0  | 17–6  | —     | 54–0  | 37–9  |
| BASAURI Rugby CLUB       | 0–40  | 0–20  |     | 4–26  | 0–33  | 4–33  | —     | 6–19  |
| INDEPENDIENTE Rugby Club | 6–3   | 6–26  |     | 20–13 | 3–4   | 6–10  | 10–6  | —     |

|     |                               |                                   |                                   |                                   |                                   |                                   |                                   |                                   |  |  |  |  |  |  |  |  |  |  |
| Pos | Equipo                        | Jug                               | V                                 | E                                 | D                                 | PF                                | PC                                | Pts                               |  |  |  |  |  |  |  |  |  |  |
| 1º  | Real Sporting de Gijón        | 12                                | 9                                 | 1                                 | 2                                 | 256                               | 88                                | 31                                |  |  |  |  |  |  |  |  |  |  |
| 2º  | Hernani Club de Rugby         | 12                                | 9                                 | 1                                 | 2                                 | 255                               | 87                                | 31                                |  |  |  |  |  |  |  |  |  |  |
| 3º  | Bilbao Rugby Club             | 12                                | 7                                 | 2                                 | 3                                 | 146                               | 97                                | 28                                |  |  |  |  |  |  |  |  |  |  |
| 4º  | Rugby Club Irún               | 12                                | 7                                 | 0                                 | 5                                 | 196                               | 88                                | 26                                |  |  |  |  |  |  |  |  |  |  |
| 5º  | Independiente Rugby Club      | 12                                | 4                                 | 0                                 | 8                                 | 110                               | 198                               | 20                                |  |  |  |  |  |  |  |  |  |  |
| 6º  | Club Medicina Bilbao          | 12                                | 3                                 | 0                                 | 9                                 | 147                               | 188                               | 18                                |  |  |  |  |  |  |  |  |  |  |
| 7º  | Basauri Rugby Club            | 12                                | 1                                 | 0                                 | 11                                | 42                                | 361                               | 14                                |  |  |  |  |  |  |  |  |  |  |
| 8º  | Club Atlético San Sebastián B | Descalificado por incomparecencia | Descalificado por incomparecencia | Descalificado por incomparecencia | Descalificado por incomparecencia | Descalificado por incomparecencia | Descalificado por incomparecencia | Descalificado por incomparecencia |  |  |  |  |  |  |  |  |  |  |

#### Grupo Centro
También fue un grupo muy igualado entre los aspirantes al ascenso: Liceo, Karmen, Teca y San José. Los dos primeros ganaron en casa del contrario, mientras el Teca empató con ambos. San José perdió se quedó atrás al ser derrotado por Arquitectura y CAU. Sin embargo, a dos jornadas del final se iba a convertir en el juez de la contienda al derrotar al Karmen en Madrid, convirtiendo al Liceo en líder en solitario. Estos solventaron con tranquilidad sus dos últimos compromisos contra los dos colistas, 0-23 contra Canoe y  56-4 contra Sgtº Peppers y acabó en primera posición. Karmen fue segundo con un punto por encima del Teca y acompañaría a los liceistas a la fase final.
| Local \ Visitante     | ARQ  | CAN   | CAU   | KAR   | LIC  | SGP   | SJO   | TEC   |
| --------------------- | ---- | ----- | ----- | ----- | ---- | ----- | ----- | ----- |
| CD ARQUITECTURA B     | —    | 17–4  | 9–26  | 15–30 | 3–13 | 6–0   | 7–4   | 8–0   |
| CANOE N.C. B          | 4–14 | —     | 7–14  | 9–20  | 0–23 | 12–23 | 0–10  | 6–11  |
| CAU Madrid Rugby Club | 6–3  | 22–4  | —     | 8–32  | 6–25 | 30–0  | 10–7  | 4–18  |
| Juventud KARMEN       | 20–0 | 40–15 | 20–12 | —     | 3–20 | 50–6  | 0–20  | 24–8  |
| LICEO FRANCÉS         | 8–0  | 76–0  | 10–7  | 4–12  | —    | 56–4  | 17–14 | 4–4   |
| Sgtº PEEPER'S         | 3–19 | 21–0  | 18–3  | 14–9  | 6–24 | —     | 0–13  | 14–18 |
| SAN JOSÉ Valladolid   | 3–0  | 16–6  | 6–0   | 6–8   | 16–3 | 18–7  | —     | 4–8   |
| TECA Rugby Club       | 18–6 | 6–0   | 22–4  | 6–6   | 7–9  | 20–7  | 20–6  | —     |

|     |                             |     |    |   |    |     |     |     |  |  |  |  |  |  |  |  |  |  |
| Pos | Equipo                      | Jug | V  | E | D  | PF  | PC  | Pts |  |  |  |  |  |  |  |  |  |  |
| 1º  | Liceo Francés               | 14  | 11 | 1 | 2  | 290 | 87  | 37  |  |  |  |  |  |  |  |  |  |  |
| 2º  | Club Juventud Karmen        | 14  | 10 | 1 | 3  | 285 | 137 | 35  |  |  |  |  |  |  |  |  |  |  |
| 3º  | Teca Rugby Club             | 14  | 9  | 2 | 3  | 166 | 102 | 34  |  |  |  |  |  |  |  |  |  |  |
| 4º  | San José Valladolid         | 14  | 8  | 0 | 6  | 149 | 81  | 30  |  |  |  |  |  |  |  |  |  |  |
| 5º  | CD Arquitectura B           | 14  | 6  | 0 | 8  | 117 | 139 | 26  |  |  |  |  |  |  |  |  |  |  |
| 6º  | CAU Madrid Rugby Club B     | 14  | 6  | 0 | 8  | 117 | 126 | 25  |  |  |  |  |  |  |  |  |  |  |
| 7º  | Sargento Pepper's Salamanca | 14  | 3  | 0 | 11 | 104 | 225 | 20  |  |  |  |  |  |  |  |  |  |  |
| 8º  | Canoe Natación Club B       | 14  | 1  | 0 | 13 | 98  | 271 | 14  |  |  |  |  |  |  |  |  |  |  |

#### Grupo Levante
Era el grupo de mayor nivel, con 3 equipos que ya habían militado en la primera división: Barça, Natación y  Sitari. Y dos equipos como el Valencia RC y el Pueblo Nuevo implicados los últimos años en fases de ascenso. A falta de dos jornadas el Natación se destacaba en la tabla con solo una derrota contra Valencia. Le seguían estos y Pueblo Nuevo con 9 victorias y 3 derrotas, por lo que los líderes debían perder los dos partidos. En la jornada 13.ª se enfrentaban al Pueblo Nuevo, pero los visitantes solo consiguieron empatar a 6-6, dando al Natación la victoria del grupo, sin que la derrota en la última jornada contra el FC Barcelona les inquietara. El Valencia ganó sus dos compromisos y acompañó a los "nadadores" a la fase final.

Desde el principio de la liga Les Abelles y Universitario ocuparon las plazas de colista y nada pudieron hacer para salir de ellas. El Sitari, uno de los clubes fundadores de la nueva liga, descendía a Regional. 
| Local \ Visitante       | ABE   | FCB   | MON   | NAT   | NPN   | TAT   | UNI  | VAL   |
| ----------------------- | ----- | ----- | ----- | ----- | ----- | ----- | ---- | ----- |
| C.P. LES ABELLES        | —     | 19–33 | 53–4  | 15–58 | 13–32 | 8–8   | 4–16 | 3–28  |
| F.C. BARCELONA          | 31–0  | —     | 9–8   | 14–0  | 8–4   | 18–26 | 16–8 | 10–4  |
| C.N. MONTJUICH          | 19–0  | 13–21 | —     | 13–58 | 8–32  | 33–9  | 12–7 | 13–8  |
| Club NATACIÓN Barcelona | 61–18 | 13–9  | 42–0  | —     |       | 33–18 | 42–7 | 7–12  |
| C.N. PUEBLO NUEVO       | 29–6  | 6–3   | 23–22 | 7–14  | —     | 22–10 | 34–0 | 11–17 |
| TATAMI R.C.             | 22–3  | 4–12  | 25–7  | 0–34  | 6–23  | —     | 18–4 | 3–4   |
| CD UNIVERSITARIO        | 8–8   | 13–4  | 12–26 | 7–31  | 0–36  | 23–8  | —    | 8–28  |
| VALENCIA R.C.           | 30–0  | 15–9  | 37–3  | 9–13  | 6–25  | 19–4  | 34–7 | —     |

|     |                              |     |    |   |    |     |     |     |  |  |  |  |  |  |  |  |  |  |
| Pos | Equipo                       | Jug | V  | E | D  | PF  | PC  | Pts |  |  |  |  |  |  |  |  |  |  |
| 1º  | Club Natación Barcelona      | 14  | 11 | 1 | 2  | 405 | 165 | 37  |  |  |  |  |  |  |  |  |  |  |
| 2º  | Valencia Rugby Club          | 14  | 11 | 0 | 3  | 288 | 106 | 36  |  |  |  |  |  |  |  |  |  |  |
| 3º  | Club Natación Pueblo Nuevo   | 14  | 10 | 1 | 3  | 286 | 119 | 35  |  |  |  |  |  |  |  |  |  |  |
| 4º  | Futbol Club Barcelona        | 14  | 9  | 0 | 5  | 197 | 136 | 30  |  |  |  |  |  |  |  |  |  |  |
| 5º  | Club Natación Montjuich      | 14  | 5  | 0 | 9  | 183 | 333 | 24  |  |  |  |  |  |  |  |  |  |  |
| 6º  | Tatami Rugby Club            | 14  | 4  | 1 | 9  | 158 | 224 | 23  |  |  |  |  |  |  |  |  |  |  |
| 7º  | Club Deportivo Universitario | 14  | 2  | 1 | 11 | 120 | 313 | 19  |  |  |  |  |  |  |  |  |  |  |
| 8º  | C.P. Les Abelles             | 14  | 1  | 2 | 11 | 134 | 376 | 18  |  |  |  |  |  |  |  |  |  |  |

#### Grupo Sur
El último grupo, que era una liga regional andaluza, era el más desigual. Sevilla y Ciencias, los favoritos encabezaron la tabla desde el principio. Los sevillistas solo cedieron un partido al Ciencias, pero estos además de una derrota contra Sevilla, perdieron una vez contra el Betis y otra contra el Granada. En la parte media, RACA B, Betis y Granada deambularon sin agobios durante todo el torneo. Por abajo los Arquitécnicos y Divina Pastora intentaban librarse del descenso y los granadinos se llevaron el gato al agua a varias jornadas del final. Los del Colegio Mayor Isabel La Católica, solo trataban de no perder por resultados escandalosos, aunque pocas veces lo lograron: 33 puntos a favor y 573 en contra. Eso sí, sacaron un empate al RACA. Estos últimos debido al descenso de su primer equipo, acompañaron a los descendidos a regional.
| Local \ Visitante         | SEV  | BET  | CIE   | RAC   | PAS   | GRA   | AQT  | ISA   |
| ------------------------- | ---- | ---- | ----- | ----- | ----- | ----- | ---- | ----- |
| SEVILLA C.F.              | —    |      | 18–16 | 18–14 | 6–0   | 28–10 | 7–4  | 74–12 |
| R. BETIS C.F.             | 0–10 | —    | 3–17  |       | 28–12 | 24–7  | 16–6 | 6–0   |
| C.R. CIENCIAS             | 12–3 | 6–17 | —     | 21–0  | 42–0  | 11–0  | 40–0 | 82–0  |
| Club de Campo RACA B      | 8–22 | 6–22 | 0–14  | —     | 28–17 | 38–20 | 20–0 | 46–0  |
| DIVINA PASTORA            | 0–44 | 4–10 | 4–17  | 0–26  | —     | 8–23  |      | 60–0  |
| CD UNIVº GRANADA          | 0–6  | 18–8 | 12–6  | 8–16  | 7–4   | —     | 3–4  | 42–0  |
| Arquitectura Técnica C.R. | 9–24 | 8–10 | 10–22 | 4–22  | 16–8  | 3–9   | —    | 40–0  |
| C.M. ISABEL La Católica   | 0–86 | 0–39 | 3–26  | 4–4   | 8–12  | 4–6   | 0–10 | —     |

|     |                              |     |    |   |    |     |     |     |  |  |  |  |  |  |  |  |  |  |
| Pos | Equipo                       | Jug | V  | E | D  | PF  | PC  | Pts |  |  |  |  |  |  |  |  |  |  |
| 1º  | Sevilla Club de Fútbol       | 13  | 12 | 0 | 1  | 401 | 85  | 37  |  |  |  |  |  |  |  |  |  |  |
| 2º  | Club de Rugby Ciencias       | 14  | 11 | 0 | 3  | 332 | 70  | 36  |  |  |  |  |  |  |  |  |  |  |
| 3º  | Club de Campo RACA B         | 14  | 8  | 1 | 5  | 236 | 144 | 31  |  |  |  |  |  |  |  |  |  |  |
| 4º  | Real Betis Balompié          | 13  | 9  | 0 | 4  | 187 | 102 | 31  |  |  |  |  |  |  |  |  |  |  |
| 5º  | CD Universitario de Granada  | 14  | 7  | 0 | 7  | 207 | 162 | 28  |  |  |  |  |  |  |  |  |  |  |
| 6º  | Arquitectura Técnica C.R.    | 13  | 4  | 0 | 9  | 114 | 241 | 21  |  |  |  |  |  |  |  |  |  |  |
| 7º  | Club de Rugby Divina Pastora | 13  | 2  | 0 | 11 | 129 | 255 | 17  |  |  |  |  |  |  |  |  |  |  |
| 8º  | C.M.U. Isabel La Católica    | 14  | 0  | 1 | 13 | 33  | 573 | 15  |  |  |  |  |  |  |  |  |  |  |

#### Fase Final
|  | Cuartos de final          | Cuartos de final          | Cuartos de final          |    |                      | Semifinales                        | Semifinales                        | Semifinales                        |  |                         | Final              | Final              |  |
|  | 8 y 15 de febrero de 1977 | 8 y 15 de febrero de 1977 | 8 y 15 de febrero de 1977 |    |                      | 22 de febrero y 1 de marzo de 1977 | 22 de febrero y 1 de marzo de 1977 | 22 de febrero y 1 de marzo de 1977 |  |                         | 8 de marzo de 1977 | 8 de marzo de 1977 |  |
|  |                           |                           |                           |    |                      |                                    |                                    |                                    |  |                         |                    |                    |  |
|  |                           |                           |                           |    |                      |                                    |                                    |                                    |  |                         |                    |                    |  |
|  | Sevilla Club de Fútbol    | 12                        | 0                         |    |                      |                                    |                                    |                                    |  |                         |                    |                    |  |
|  | Sevilla Club de Fútbol    | 12                        | 0                         |    |                      |                                    |                                    |                                    |  |                         |                    |                    |  |
|  | Club Juventud Karmen      | 11                        | 46                        |    |                      |                                    |                                    |                                    |  |                         |                    |                    |  |
|  | Club Juventud Karmen      | 11                        | 46                        |    | Club Juventud Karmen | 20                                 | 4                                  |                                    |  |                         |                    |                    |  |
|  |                           |                           |                           |    | Club Juventud Karmen | 20                                 | 4                                  |                                    |  |                         |                    |                    |  |
|  |                           |                           | Club Natación Barcelona   | 26 | 8                    |                                    |                                    |                                    |  |                         |                    |                    |  |
|  | Club Natación Barcelona   | 29                        | Club Natación Barcelona   | 26 | 8                    | 11                                 |                                    |                                    |  |                         |                    |                    |  |
|  | Club Natación Barcelona   | 29                        |                           |    |                      |                                    |                                    |                                    |  |                         |                    |                    |  |
|  | Hernani Rugby Club        | 14                        | 14                        |    |                      |                                    |                                    |                                    |  |                         |                    |                    |  |
|  | Hernani Rugby Club        | 14                        | 14                        |    |                      |                                    |                                    |                                    |  | Club Natación Barcelona | 17                 |                    |  |
|  |                           |                           |                           |    |                      |                                    |                                    |                                    |  | Club Natación Barcelona | 17                 |                    |  |
|  |                           |                           | Valencia Rugby Club       | 13 |                      |                                    |                                    |                                    |  |                         |                    |                    |  |
|  | Liceo Francés             | 0                         | Valencia Rugby Club       | 13 | 6                    |                                    |                                    |                                    |  |                         |                    |                    |  |
|  | Liceo Francés             | 0                         |                           |    |                      |                                    |                                    |                                    |  |                         |                    |                    |  |
|  | Valencia Rugby Club       | 4                         | 10                        |    |                      |                                    |                                    |                                    |  |                         |                    |                    |  |
|  | Valencia Rugby Club       | 4                         | 10                        |    | Valencia Rugby Club  | 0                                  | 24                                 |                                    |  |                         |                    |                    |  |
|  |                           |                           |                           |    | Valencia Rugby Club  | 0                                  | 24                                 |                                    |  |                         |                    |                    |  |
|  |                           |                           | Club de Rugby Ciencias    | 0  | 3                    |                                    |                                    |                                    |  |                         |                    |                    |  |
|  | Real Sporting de Gijón    | 6                         | Club de Rugby Ciencias    | 0  | 3                    | 0                                  |                                    |                                    |  |                         |                    |                    |  |
|  | Real Sporting de Gijón    | 6                         |                           |    |                      |                                    |                                    |                                    |  |                         |                    |                    |  |
|  | Club de Rugby Ciencias    | 6                         | 11                        |    |                      |                                    |                                    |                                    |  |                         |                    |                    |  |
|  | Club de Rugby Ciencias    | 6                         | 11                        |    |                      |                                    |                                    |                                    |  |                         |                    |                    |  |
|  |                           |                           |                           |    |                      |                                    |                                    |                                    |  |                         |                    |                    |  |

| Trophee championnat Espagnol Rugby          |
| Campeón 2ª División Club Natación Barcelona |
| 1er título                                  |

#### Promoción de Ascenso a 1.º División Nacional
| Ciudad   | Local               | Resultado | Visitante           |
| -------- | ------------------- | --------- | ------------------- |
| Sevilla  | Club de Campo RACA  | 10-4      | Valencia Rugby Club |
| Valencia | Valencia Rugby Club | 12-3      | Club de Campo RACA  |

El Valencia Rugby Club asciende a 1.ª División, Club de Campo RACA desciende a 2.ª División 

### Ascenso a Liga Nacional 2.ª División
| Ascienden a 2ª:        | Sociedad Deportiva Anoeta | Gernika Rugby Taldea |  |  |
|                        |                           |                      |  |  |
| Descienden a regional: | Atlético San Sebastián B  | Basauri Rugby Club   |  |  |

| Ciudad              | Local                     | Resultado | Visitante                 |
| ------------------- | ------------------------- | --------- | ------------------------- |
| Eliminatoria Previa |                           |           |                           |
| Santander           | Cultural Covadonga        | 3-32      | Getxo Rugby Taldea        |
| Eliminatoria Ida    |                           |           |                           |
| Bilbao              | Getxo Rugby Taldea        | 4-22      | Sociedad Deportiva Anoeta |
| Santander           | CD Aparejadores Burgos    | 3-4       | Gernika Rugby Taldea      |
| Eliminatoria Vuelta |                           |           |                           |
| San Sebastián       | Sociedad Deportiva Anoeta | 10-6      | Getxo Rugby Taldea        |
| Bilbao              | Gernika Rugby Taldea      | 14-0      | CD Aparejadores Burgos    |

|                        | Madrid                   | Castilla                    |  |
| ---------------------- | ------------------------ | --------------------------- |  |
| Desciende de 1ª:       | Olímpico Leganés         |                             |  |
| Ascienden a 2ª:        | Colegio Mayor Cisneros B |                             |  |
|                        |                          |                             |  |
| Descienden a regional: | Canoe Natación Club B    | Sargento Pepper's Salamanca |  |

| Ciudad              | Local                      | Resultado | Visitante                  |
| ------------------- | -------------------------- | --------- | -------------------------- |
| Eliminatoria Ida    |                            |           |                            |
| Valladolid          | Colegio El Salvador        | 8-0       | CEU-San Pablo              |
| Madrid              | Colegio Mayor Cisneros B   | 30-0      | León Rugby Club            |
| Eliminatoria Vuelta |                            |           |                            |
| Madrid              | CEU-San Pablo              | 6-0       | Colegio El Salvador        |
| León                | León Rugby Club            | 34-12     | Colegio Mayor Cisneros B   |
| Eliminatoria Final  |                            |           |                            |
| Madrid              | Colegio Mayor Cisneros B   | 13-7      | Colegio El Salvador        |
| Valladolid          | Colegio El Salvador        | 0-6       | Colegio Mayor Cisneros B   |
| Promoción           |                            |           |                            |
| Madrid              | Club Atlético Uros (CAU) B | 30-6      | Colegio El Salvador        |
| Valladolid          | Colegio El Salvador        | 0-20      | Club Atlético Uros (CAU) B |

|                          | Cataluña                          | Valencia                       | Aragón               |
| ------------------------ | --------------------------------- | ------------------------------ | -------------------- |
| Ascienden a 2ª:          | Barcelona Universitari Club (BUC) | CAU Rugby Valencia             | Veterinaria Zaragoza |
|                          | La Salle-Bonanova                 |                                |                      |
|                          |                                   |                                |                      |
| Descienden a regional:   | Club Deportivo Universitario      | Club Polideportivo Les Abelles |                      |
| Ascienden a 1ª División: | Club Natación Barcelona           | Valencia R.C.                  |                      |

| Ciudad              | Local                             | Resultado | Visitante                         |
| ------------------- | --------------------------------- | --------- | --------------------------------- |
| Eliminatoria Previa |                                   |           |                                   |
| Barcelona           | Veterinaria Zaragoza              | 18-0      | Club Náutico de Cullera           |
| Eliminatoria Ida    |                                   |           |                                   |
| Zaragoza            | Veterinaria Zaragoza              | 6-12      | Barcelona Universitari Club (BUC) |
| Barcelona           | La Salle-Bonanova                 | 22-12     | CAU Rugby Valencia                |
| Eliminatoria Vuelta |                                   |           |                                   |
| Barcelona           | Barcelona Universitari Club (BUC) | 21-0      | Veterinaria Zaragoza              |
| Valencia            | CAU Rugby Valencia                | 6-26      | La Salle-Bonanova                 |
| Repesca             |                                   |           |                                   |
| Zaragoza            | Veterinaria Zaragoza              | 23-17     | CAU Rugby Valencia                |
| Valencia            | CAU Rugby Valencia                | 11-8      | Veterinaria Zaragoza              |

Tras la promoción a 1.ª división el Valencia R.C. asciende a la máxima categoría por lo que queda un puesto vacante en este grupo. El CAU Rugby Valencia, por tanto, también asciende a 2.ª División.
|                        | Sevilla                      | Granada                   |
| ---------------------- | ---------------------------- | ------------------------- |
| Desciende de 1ª:       | Club de Campo RACA Sevilla   |                           |
| Ascienden a 2ª:        | Medicina Sevilla             | Universitario de Córdoba  |
|                        |                              |                           |
| Descienden a regional: | Club de Rugby Divina Pastora | C.M.U. Isabel La Católica |
|                        | Club de Campo RACA Sevilla B |                           |

Sin promoción, ascienden directamente de la regional andaluza.

El primer equipo del Club de Campo RACA desciende desde la 1.ª División por lo que empuja a su segundo equipo a descender a Regional.

### XLIVº Campeonato de España (Copa de S.M. el Rey)
Toma la denominación de Copa del Rey (Copa de Su Majestad el Rey) por primera vez, aunque el sistema de competición fue el mismo. Copa de 32 equipos con los 10 de 1.ª División y 21 de 2.ª División, todos menos los dos últimos de cada grupo y los equipos B. Como faltaba 1, en el sorteo, el CDU-Valladolid salió exento de la primera ronda y clasificado directamente para octavos de final.

En dieciseisavos nada se salió de lo normal, todos los primeras pasaron la ronda y algunos segundas por tener emparejamientos con sus iguales: Teca, Natación, Montjuic, Hernani, Pueblo Nuevo y San José. En octavos cayeron todos los de 2.ª División y 2 de 1.ª División, Olímpico y RACA, curiosamente los dos descendidos.

Eran unos cuartos de final previsibles, con los ocho primeros equipos de la liga. Los cuatro equipos madrileños, Arquitectura, CAU, Cisneros y Canoe pasaron a semifinales, plasmando en la Copa lo que ya era habitual en la liga, donde los madrileños conseguían por lo general los primeros puestos. La más ajustada podría parecer la eliminatoria Canoe-Cornellá, porque los catalanes habían clasificado por delante de los canoistas, sin embargo estos les tenían tomada la medida y les habían ganado los dos partidos oficiales, y esta vez también.

En semifinales, todos los equipos eran locales en el Campo Central de la Complutense, por lo que el factor campo no tenía importancia. El CAU se vengó de la final del año anterior y logró ganar al campeón Arquitectura por un corto 18-15, pero en la vuelta ganó con mayor diferencia, 10-21. Más ajustado fue la otra semifinal, los colegiales vencieron por tan solo 4-6 al Canoe y volvió a imponerse en la vuelta por 10-0.
Era una final inédita,  la tercera para Cisneros (ganó las dos anteriores) y la segunda para los del CAU. A pesar de la veteranía de los colegiales los del CAU no dejaron pasar la oportunidad esta vez y se proclamaron campeones por primera vez con un contundente 26-6. El resultado cerraba una magnífica temporada de los blanquivioletas, campeones de Copa y subcampeones de Liga. 

#### Cuadro de Competición
|  | Dieciseisavos de final      | Dieciseisavos de final | Dieciseisavos de final  |                        |    | Octavos de final   | Octavos de final   | Octavos de final   |                        |    | Cuartos de final      | Cuartos de final      | Cuartos de final      |                        |    | Semifinales             | Semifinales             | Semifinales             |               |    | Final              | Final              |  |
|  | 27 de marzo de 1977         | 27 de marzo de 1977    | 27 de marzo de 1977     |                        |    | 3 de abril de 1977 | 3 de abril de 1977 | 3 de abril de 1977 |                        |    | 1 y 8 de mayo de 1977 | 1 y 8 de mayo de 1977 | 1 y 8 de mayo de 1977 |                        |    | 15 y 22 de mayo de 1977 | 15 y 22 de mayo de 1977 | 15 y 22 de mayo de 1977 |               |    | 29 de mayo de 1977 | 29 de mayo de 1977 |  |
|  |                             |                        |                         |                        |    |                    |                    |                    |                        |    |                       |                       |                       |                        |    |                         |                         |                         |               |    |                    |                    |  |
|  |                             |                        |                         |                        |    |                    |                    |                    |                        |    |                       |                       |                       |                        |    |                         |                         |                         |               |    |                    |                    |  |
|  | Atlético San Sebastián      | 41                     |                         |                        |    |                    |                    |                    |                        |    |                       |                       |                       |                        |    |                         |                         |                         |               |    |                    |                    |  |
|  | Atlético San Sebastián      | 41                     |                         |                        |    |                    |                    |                    |                        |    |                       |                       |                       |                        |    |                         |                         |                         |               |    |                    |                    |  |
|  | Real Sporting de Gijón      | 0                      |                         |                        |    |                    |                    |                    |                        |    |                       |                       |                       |                        |    |                         |                         |                         |               |    |                    |                    |  |
|  | Real Sporting de Gijón      | 0                      |                         | Atlético San Sebastián | 42 |                    |                    |                    |                        |    |                       |                       |                       |                        |    |                         |                         |                         |               |    |                    |                    |  |
|  |                             |                        |                         | Atlético San Sebastián | 42 |                    |                    |                    |                        |    |                       |                       |                       |                        |    |                         |                         |                         |               |    |                    |                    |  |
|  |                             |                        | Teca Rugby Club         | 0                      |    |                    |                    |                    |                        |    |                       |                       |                       |                        |    |                         |                         |                         |               |    |                    |                    |  |
|  | Club Medicina Bilbao        | 16                     | Teca Rugby Club         | 0                      |    |                    |                    |                    |                        |    |                       |                       |                       |                        |    |                         |                         |                         |               |    |                    |                    |  |
|  | Club Medicina Bilbao        | 16                     |                         |                        |    |                    |                    |                    |                        |    |                       |                       |                       |                        |    |                         |                         |                         |               |    |                    |                    |  |
|  | Teca Rugby Club             | 21                     |                         |                        |    |                    |                    |                    |                        |    |                       |                       |                       |                        |    |                         |                         |                         |               |    |                    |                    |  |
|  | Teca Rugby Club             | 21                     |                         |                        |    |                    |                    |                    | Atlético San Sebastián | 4  | 0                     |                       |                       |                        |    |                         |                         |                         |               |    |                    |                    |  |
|  |                             |                        |                         |                        |    |                    |                    |                    | Atlético San Sebastián | 4  | 0                     |                       |                       |                        |    |                         |                         |                         |               |    |                    |                    |  |
|  |                             |                        | CD Arquitectura Madrid  | 18                     | 18 |                    |                    |                    |                        |    |                       |                       |                       |                        |    |                         |                         |                         |               |    |                    |                    |  |
|  | CD Arquitectura Madrid      | 6                      | CD Arquitectura Madrid  | 18                     | 18 |                    |                    |                    |                        |    |                       |                       |                       |                        |    |                         |                         |                         |               |    |                    |                    |  |
|  | CD Arquitectura Madrid      | 6                      |                         |                        |    |                    |                    |                    |                        |    |                       |                       |                       |                        |    |                         |                         |                         |               |    |                    |                    |  |
|  | Arquitectura Técnica C.R.   | 0                      |                         |                        |    |                    |                    |                    |                        |    |                       |                       |                       |                        |    |                         |                         |                         |               |    |                    |                    |  |
|  | Arquitectura Técnica C.R.   | 0                      |                         | CD Arquitectura Madrid | 43 |                    |                    |                    |                        |    |                       |                       |                       |                        |    |                         |                         |                         |               |    |                    |                    |  |
|  |                             |                        |                         | CD Arquitectura Madrid | 43 |                    |                    |                    |                        |    |                       |                       |                       |                        |    |                         |                         |                         |               |    |                    |                    |  |
|  |                             |                        | Club de Campo RACA      | 0                      |    |                    |                    |                    |                        |    |                       |                       |                       |                        |    |                         |                         |                         |               |    |                    |                    |  |
|  | Liceo Francés               | 16                     | Club de Campo RACA      | 0                      |    |                    |                    |                    |                        |    |                       |                       |                       |                        |    |                         |                         |                         |               |    |                    |                    |  |
|  | Liceo Francés               | 16                     |                         |                        |    |                    |                    |                    |                        |    |                       |                       |                       |                        |    |                         |                         |                         |               |    |                    |                    |  |
|  | Club de Campo RACA          | 36                     |                         |                        |    |                    |                    |                    |                        |    |                       |                       |                       |                        |    |                         |                         |                         |               |    |                    |                    |  |
|  | Club de Campo RACA          | 36                     |                         |                        |    |                    |                    |                    |                        |    |                       |                       |                       | CD Arquitectura Madrid | 15 | 10                      |                         |                         |               |    |                    |                    |  |
|  |                             |                        |                         |                        |    |                    |                    |                    |                        |    |                       |                       |                       | CD Arquitectura Madrid | 15 | 10                      |                         |                         |               |    |                    |                    |  |
|  |                             |                        | CAU Madrid RC           | 18                     | 21 |                    |                    |                    |                        |    |                       |                       |                       |                        |    |                         |                         |                         |               |    |                    |                    |  |
|  | CDU-Valladolid              |                        | CAU Madrid RC           | 18                     | 21 |                    |                    |                    |                        |    |                       |                       |                       |                        |    |                         |                         |                         |               |    |                    |                    |  |
|  |                             |                        |                         |                        |    |                    |                    |                    |                        |    |                       |                       |                       |                        |    |                         |                         |                         |               |    |                    |                    |  |
|  |                             |                        |                         |                        |    |                    |                    |                    |                        |    |                       |                       |                       |                        |    |                         |                         |                         |               |    |                    |                    |  |
|  |                             | CDU-Valladolid         | 19                      |                        |    |                    |                    |                    |                        |    |                       |                       |                       |                        |    |                         |                         |                         |               |    |                    |                    |  |
|  |                             |                        |                         |                        |    |                    |                    |                    |                        |    |                       |                       |                       |                        |    |                         |                         |                         |               |    |                    |                    |  |
|  |                             |                        | Olímpico Leganés        | 4                      |    |                    |                    |                    |                        |    |                       |                       |                       |                        |    |                         |                         |                         |               |    |                    |                    |  |
|  | Fútbol Club Barcelona       | 0                      | Olímpico Leganés        | 4                      |    |                    |                    |                    |                        |    |                       |                       |                       |                        |    |                         |                         |                         |               |    |                    |                    |  |
|  | Fútbol Club Barcelona       | 0                      |                         |                        |    |                    |                    |                    |                        |    |                       |                       |                       |                        |    |                         |                         |                         |               |    |                    |                    |  |
|  | Olímpico Leganés            | 4                      |                         |                        |    |                    |                    |                    |                        |    |                       |                       |                       |                        |    |                         |                         |                         |               |    |                    |                    |  |
|  | Olímpico Leganés            | 4                      |                         |                        |    |                    |                    |                    | CDU-Valladolid         | 10 | 7                     |                       |                       |                        |    |                         |                         |                         |               |    |                    |                    |  |
|  |                             |                        |                         |                        |    |                    |                    |                    | CDU-Valladolid         | 10 | 7                     |                       |                       |                        |    |                         |                         |                         |               |    |                    |                    |  |
|  |                             |                        | CAU Madrid RC           | 19                     | 28 |                    |                    |                    |                        |    |                       |                       |                       |                        |    |                         |                         |                         |               |    |                    |                    |  |
|  | CAU Madrid RC               | 42                     | CAU Madrid RC           | 19                     | 28 |                    |                    |                    |                        |    |                       |                       |                       |                        |    |                         |                         |                         |               |    |                    |                    |  |
|  | CAU Madrid RC               | 42                     |                         |                        |    |                    |                    |                    |                        |    |                       |                       |                       |                        |    |                         |                         |                         |               |    |                    |                    |  |
|  | Rugby Club Irún             | 3                      |                         |                        |    |                    |                    |                    |                        |    |                       |                       |                       |                        |    |                         |                         |                         |               |    |                    |                    |  |
|  | Rugby Club Irún             | 3                      |                         | CAU Madrid RC          | 50 |                    |                    |                    |                        |    |                       |                       |                       |                        |    |                         |                         |                         |               |    |                    |                    |  |
|  |                             |                        |                         | CAU Madrid RC          | 50 |                    |                    |                    |                        |    |                       |                       |                       |                        |    |                         |                         |                         |               |    |                    |                    |  |
|  |                             |                        | Club Natación Barcelona | 7                      |    |                    |                    |                    |                        |    |                       |                       |                       |                        |    |                         |                         |                         |               |    |                    |                    |  |
|  | CD Universitario de Granada | 10                     | Club Natación Barcelona | 7                      |    |                    |                    |                    |                        |    |                       |                       |                       |                        |    |                         |                         |                         |               |    |                    |                    |  |
|  | CD Universitario de Granada | 10                     |                         |                        |    |                    |                    |                    |                        |    |                       |                       |                       |                        |    |                         |                         |                         |               |    |                    |                    |  |
|  | Club Natación Barcelona     | 30                     |                         |                        |    |                    |                    |                    |                        |    |                       |                       |                       |                        |    |                         |                         |                         |               |    |                    |                    |  |
|  | Club Natación Barcelona     | 30                     |                         |                        |    |                    |                    |                    |                        |    |                       |                       |                       |                        |    |                         |                         |                         | CAU Madrid RC | 26 |                    |                    |  |
|  |                             |                        |                         |                        |    |                    |                    |                    |                        |    |                       |                       |                       |                        |    |                         |                         |                         | CAU Madrid RC | 26 |                    |                    |  |
|  |                             |                        | Colegio Mayor Cisneros  | 6                      |    |                    |                    |                    |                        |    |                       |                       |                       |                        |    |                         |                         |                         |               |    |                    |                    |  |
|  | U.D. Samboyana              | 42                     | Colegio Mayor Cisneros  | 6                      |    |                    |                    |                    |                        |    |                       |                       |                       |                        |    |                         |                         |                         |               |    |                    |                    |  |
|  | U.D. Samboyana              | 42                     |                         |                        |    |                    |                    |                    |                        |    |                       |                       |                       |                        |    |                         |                         |                         |               |    |                    |                    |  |
|  | Valencia Rugby Club         | 7                      |                         |                        |    |                    |                    |                    |                        |    |                       |                       |                       |                        |    |                         |                         |                         |               |    |                    |                    |  |
|  | Valencia Rugby Club         | 7                      |                         | U.D. Samboyana         | 44 |                    |                    |                    |                        |    |                       |                       |                       |                        |    |                         |                         |                         |               |    |                    |                    |  |
|  |                             |                        |                         | U.D. Samboyana         | 44 |                    |                    |                    |                        |    |                       |                       |                       |                        |    |                         |                         |                         |               |    |                    |                    |  |
|  |                             |                        | Club Natación Montjuich | 3                      |    |                    |                    |                    |                        |    |                       |                       |                       |                        |    |                         |                         |                         |               |    |                    |                    |  |
|  | Club Natación Montjuich     | 40                     | Club Natación Montjuich | 3                      |    |                    |                    |                    |                        |    |                       |                       |                       |                        |    |                         |                         |                         |               |    |                    |                    |  |
|  | Club Natación Montjuich     | 40                     |                         |                        |    |                    |                    |                    |                        |    |                       |                       |                       |                        |    |                         |                         |                         |               |    |                    |                    |  |
|  | Independiente Rugby Club    | 3                      |                         |                        |    |                    |                    |                    |                        |    |                       |                       |                       |                        |    |                         |                         |                         |               |    |                    |                    |  |
|  | Independiente Rugby Club    | 3                      |                         |                        |    |                    |                    |                    | U.D. Samboyana         | 15 | 0                     |                       |                       |                        |    |                         |                         |                         |               |    |                    |                    |  |
|  |                             |                        |                         |                        |    |                    |                    |                    | U.D. Samboyana         | 15 | 0                     |                       |                       |                        |    |                         |                         |                         |               |    |                    |                    |  |
|  |                             |                        | Colegio Mayor Cisneros  | 10                     | 7  |                    |                    |                    |                        |    |                       |                       |                       |                        |    |                         |                         |                         |               |    |                    |                    |  |
|  | Colegio Mayor Cisneros      | 64                     | Colegio Mayor Cisneros  | 10                     | 7  |                    |                    |                    |                        |    |                       |                       |                       |                        |    |                         |                         |                         |               |    |                    |                    |  |
|  | Colegio Mayor Cisneros      | 64                     |                         |                        |    |                    |                    |                    |                        |    |                       |                       |                       |                        |    |                         |                         |                         |               |    |                    |                    |  |
|  | Bilbao Rugby Club           | 4                      |                         |                        |    |                    |                    |                    |                        |    |                       |                       |                       |                        |    |                         |                         |                         |               |    |                    |                    |  |
|  | Bilbao Rugby Club           | 4                      |                         | Colegio Mayor Cisneros | 32 |                    |                    |                    |                        |    |                       |                       |                       |                        |    |                         |                         |                         |               |    |                    |                    |  |
|  |                             |                        |                         | Colegio Mayor Cisneros | 32 |                    |                    |                    |                        |    |                       |                       |                       |                        |    |                         |                         |                         |               |    |                    |                    |  |
|  |                             |                        | Hernani Club de Rugby   | 11                     |    |                    |                    |                    |                        |    |                       |                       |                       |                        |    |                         |                         |                         |               |    |                    |                    |  |
|  | Hernani Club de Rugby       | 16                     | Hernani Club de Rugby   | 11                     |    |                    |                    |                    |                        |    |                       |                       |                       |                        |    |                         |                         |                         |               |    |                    |                    |  |
|  | Hernani Club de Rugby       | 16                     |                         |                        |    |                    |                    |                    |                        |    |                       |                       |                       |                        |    |                         |                         |                         |               |    |                    |                    |  |
|  | Club Juventud Karmen        | 12                     |                         |                        |    |                    |                    |                    |                        |    |                       |                       |                       |                        |    |                         |                         |                         |               |    |                    |                    |  |
|  | Club Juventud Karmen        | 12                     |                         |                        |    |                    |                    |                    |                        |    |                       |                       |                       | Colegio Mayor Cisneros | 6  | 10                      |                         |                         |               |    |                    |                    |  |
|  |                             |                        |                         |                        |    |                    |                    |                    |                        |    |                       |                       |                       | Colegio Mayor Cisneros | 6  | 10                      |                         |                         |               |    |                    |                    |  |
|  |                             |                        | Canoe Natación Club     | 4                      | 0  |                    |                    |                    |                        |    |                       |                       |                       |                        |    |                         |                         |                         |               |    |                    |                    |  |
|  | Canoe Natación Club         | 6                      | Canoe Natación Club     | 4                      | 0  |                    |                    |                    |                        |    |                       |                       |                       |                        |    |                         |                         |                         |               |    |                    |                    |  |
|  | Canoe Natación Club         | 6                      |                         |                        |    |                    |                    |                    |                        |    |                       |                       |                       |                        |    |                         |                         |                         |               |    |                    |                    |  |
|  | Sevilla Club de Fútbol      | 0                      |                         |                        |    |                    |                    |                    |                        |    |                       |                       |                       |                        |    |                         |                         |                         |               |    |                    |                    |  |
|  | Sevilla Club de Fútbol      | 0                      |                         | Canoe Natación Club    | 30 |                    |                    |                    |                        |    |                       |                       |                       |                        |    |                         |                         |                         |               |    |                    |                    |  |
|  |                             |                        |                         | Canoe Natación Club    | 30 |                    |                    |                    |                        |    |                       |                       |                       |                        |    |                         |                         |                         |               |    |                    |                    |  |
|  |                             |                        | C.N. Pueblo Nuevo       | 0                      |    |                    |                    |                    |                        |    |                       |                       |                       |                        |    |                         |                         |                         |               |    |                    |                    |  |
|  | C.N. Pueblo Nuevo           | 23                     | C.N. Pueblo Nuevo       | 0                      |    |                    |                    |                    |                        |    |                       |                       |                       |                        |    |                         |                         |                         |               |    |                    |                    |  |
|  | C.N. Pueblo Nuevo           | 23                     |                         |                        |    |                    |                    |                    |                        |    |                       |                       |                       |                        |    |                         |                         |                         |               |    |                    |                    |  |
|  | Club de Rugby Ciencias      | 10                     |                         |                        |    |                    |                    |                    |                        |    |                       |                       |                       |                        |    |                         |                         |                         |               |    |                    |                    |  |
|  | Club de Rugby Ciencias      | 10                     |                         |                        |    |                    |                    |                    | Canoe Natación Club    | 37 | 23                    |                       |                       |                        |    |                         |                         |                         |               |    |                    |                    |  |
|  |                             |                        |                         |                        |    |                    |                    |                    | Canoe Natación Club    | 37 | 23                    |                       |                       |                        |    |                         |                         |                         |               |    |                    |                    |  |
|  |                             |                        | Rugby Club Cornellá     | 3                      | 8  |                    |                    |                    |                        |    |                       |                       |                       |                        |    |                         |                         |                         |               |    |                    |                    |  |
|  | Rugby Club Cornellá         | 14                     | Rugby Club Cornellá     | 3                      | 8  |                    |                    |                    |                        |    |                       |                       |                       |                        |    |                         |                         |                         |               |    |                    |                    |  |
|  | Rugby Club Cornellá         | 14                     |                         |                        |    |                    |                    |                    |                        |    |                       |                       |                       |                        |    |                         |                         |                         |               |    |                    |                    |  |
|  | Real Betis Balompié         | 6                      |                         |                        |    |                    |                    |                    |                        |    |                       |                       |                       |                        |    |                         |                         |                         |               |    |                    |                    |  |
|  | Real Betis Balompié         | 6                      |                         | Rugby Club Cornellá    | 6  |                    |                    |                    |                        |    |                       |                       |                       |                        |    |                         |                         |                         |               |    |                    |                    |  |
|  |                             |                        |                         | Rugby Club Cornellá    | 6  |                    |                    |                    |                        |    |                       |                       |                       |                        |    |                         |                         |                         |               |    |                    |                    |  |
|  |                             |                        | San José Valladolid     | 4                      |    |                    |                    |                    |                        |    |                       |                       |                       |                        |    |                         |                         |                         |               |    |                    |                    |  |
|  | Tatami Rugby Club           | 0                      | San José Valladolid     | 4                      |    |                    |                    |                    |                        |    |                       |                       |                       |                        |    |                         |                         |                         |               |    |                    |                    |  |
|  | Tatami Rugby Club           | 0                      |                         |                        |    |                    |                    |                    |                        |    |                       |                       |                       |                        |    |                         |                         |                         |               |    |                    |                    |  |
|  | San José Valladolid         | 11                     |                         |                        |    |                    |                    |                    |                        |    |                       |                       |                       |                        |    |                         |                         |                         |               |    |                    |                    |  |
|  | San José Valladolid         | 11                     |                         |                        |    |                    |                    |                    |                        |    |                       |                       |                       |                        |    |                         |                         |                         |               |    |                    |                    |  |
|  |                             |                        |                         |                        |    |                    |                    |                    |                        |    |                       |                       |                       |                        |    |                         |                         |                         |               |    |                    |                    |  |

| Copa_del_Rey_(rugby_union) |
| Campeón CAU Madrid RC      |
| 1er título                 |

### XIVº Campeonato de España Juvenil
El Club Deportivo Arquitectura aun no tenía ningún campeonato juvenil, y tras vencer el campeonato madrileño se clasificó junto el subcampeón, Santa María del Pilar. Los rivales fueron los habituales, los vallisoletanos del Colegio San José y los donostiarras del Atlético San Sebastián. Estos cuatro equipos fueron los semifinalistas, repitiendo las semifinales del anterior, pero sustituyendo al CAU por los arquitectos. Los blancos eliminaron a los vascos, pero les del Pilar cayeron con los de Pucela. La final en Madrid, fue muy disputada y Arquitectura obtuvo su primer título nacional de juveniles.
|  | Octavos de final          | Octavos de final        | Octavos de final        |    |                        | Cuartos de final         | Cuartos de final         | Cuartos de final         |  |                        | Semifinales           | Semifinales           | Semifinales           |  |                 | Final              | Final              |  |
|  | 6 y 13 de marzo de 1977   | 6 y 13 de marzo de 1977 | 6 y 13 de marzo de 1977 |    |                        | 20 y 17 de marzo de 1977 | 20 y 17 de marzo de 1977 | 20 y 17 de marzo de 1977 |  |                        | 1 y 8 de mayo de 1977 | 1 y 8 de mayo de 1977 | 1 y 8 de mayo de 1977 |  |                 | 15 de mayo de 1977 | 15 de mayo de 1977 |  |
|  |                           |                         |                         |    |                        |                          |                          |                          |  |                        |                       |                       |                       |  |                 |                    |                    |  |
|  |                           |                         |                         |    |                        |                          |                          |                          |  |                        |                       |                       |                       |  |                 |                    |                    |  |
|  | CD Universitario Zaragoza | 22                      | 0                       |    |                        |                          |                          |                          |  |                        |                       |                       |                       |  |                 |                    |                    |  |
|  | CD Universitario Zaragoza | 22                      | 0                       |    |                        |                          |                          |                          |  |                        |                       |                       |                       |  |                 |                    |                    |  |
|  | C.P. Les Abelles          | 10                      | 14                      |    |                        |                          |                          |                          |  |                        |                       |                       |                       |  |                 |                    |                    |  |
|  | C.P. Les Abelles          | 10                      | 14                      |    | C.P. Les Abelles       | 4                        | 6                        |                          |  |                        |                       |                       |                       |  |                 |                    |                    |  |
|  |                           |                         |                         |    | C.P. Les Abelles       | 4                        | 6                        |                          |  |                        |                       |                       |                       |  |                 |                    |                    |  |
|  |                           |                         | Atlético San Sebastián  | 28 | 40                     |                          |                          |                          |  |                        |                       |                       |                       |  |                 |                    |                    |  |
|  | Colegio El Salvador       | 18                      | Atlético San Sebastián  | 28 | 40                     | 4                        |                          |                          |  |                        |                       |                       |                       |  |                 |                    |                    |  |
|  | Colegio El Salvador       | 18                      |                         |    |                        |                          |                          |                          |  |                        |                       |                       |                       |  |                 |                    |                    |  |
|  | Atlético San Sebastián    | 24                      | 53                      |    |                        |                          |                          |                          |  |                        |                       |                       |                       |  |                 |                    |                    |  |
|  | Atlético San Sebastián    | 24                      | 53                      |    |                        |                          |                          |                          |  | Atlético San Sebastián | 10                    | 4                     |                       |  |                 |                    |                    |  |
|  |                           |                         |                         |    |                        |                          |                          |                          |  | Atlético San Sebastián | 10                    | 4                     |                       |  |                 |                    |                    |  |
|  |                           |                         | CD Arquitectura         | 43 | 12                     |                          |                          |                          |  |                        |                       |                       |                       |  |                 |                    |                    |  |
|  | Guernica Rugby Club       | 18                      | CD Arquitectura         | 43 | 12                     | 10                       |                          |                          |  |                        |                       |                       |                       |  |                 |                    |                    |  |
|  | Guernica Rugby Club       | 18                      |                         |    |                        |                          |                          |                          |  |                        |                       |                       |                       |  |                 |                    |                    |  |
|  | Sevilla Club de Futbol    | 12                      | 30                      |    |                        |                          |                          |                          |  |                        |                       |                       |                       |  |                 |                    |                    |  |
|  | Sevilla Club de Futbol    | 12                      | 30                      |    | Sevilla Club de Futbol | 44                       | 8                        |                          |  |                        |                       |                       |                       |  |                 |                    |                    |  |
|  |                           |                         |                         |    | Sevilla Club de Futbol | 44                       | 8                        |                          |  |                        |                       |                       |                       |  |                 |                    |                    |  |
|  |                           |                         | CD Arquitectura         | 0  | 4                      |                          |                          |                          |  |                        |                       |                       |                       |  |                 |                    |                    |  |
|  | UD Samboyana              | 16                      | CD Arquitectura         | 0  | 4                      | 4                        |                          |                          |  |                        |                       |                       |                       |  |                 |                    |                    |  |
|  | UD Samboyana              | 16                      |                         |    |                        |                          |                          |                          |  |                        |                       |                       |                       |  |                 |                    |                    |  |
|  | CD Arquitectura           | 18                      | 10                      |    |                        |                          |                          |                          |  |                        |                       |                       |                       |  |                 |                    |                    |  |
|  | CD Arquitectura           | 18                      | 10                      |    |                        |                          |                          |                          |  |                        |                       |                       |                       |  | CD Arquitectura | 16                 |                    |  |
|  |                           |                         |                         |    |                        |                          |                          |                          |  |                        |                       |                       |                       |  | CD Arquitectura | 16                 |                    |  |
|  |                           |                         | Colegio San José        | 6  |                        |                          |                          |                          |  |                        |                       |                       |                       |  |                 |                    |                    |  |
|  | Santa María del Pilar     | 39                      | Colegio San José        | 6  | 32                     |                          |                          |                          |  |                        |                       |                       |                       |  |                 |                    |                    |  |
|  | Santa María del Pilar     | 39                      |                         |    |                        |                          |                          |                          |  |                        |                       |                       |                       |  |                 |                    |                    |  |
|  | Universitario Barcelona   | 7                       | 0                       |    |                        |                          |                          |                          |  |                        |                       |                       |                       |  |                 |                    |                    |  |
|  | Universitario Barcelona   | 7                       | 0                       |    | Santa María del Pilar  | 28                       | 19                       |                          |  |                        |                       |                       |                       |  |                 |                    |                    |  |
|  |                           |                         |                         |    | Santa María del Pilar  | 28                       | 19                       |                          |  |                        |                       |                       |                       |  |                 |                    |                    |  |
|  |                           |                         | C.R. Divina Pastora     | 8  | 12                     |                          |                          |                          |  |                        |                       |                       |                       |  |                 |                    |                    |  |
|  | C.R. Divina Pastora       | 28                      | C.R. Divina Pastora     | 8  | 12                     | 19                       |                          |                          |  |                        |                       |                       |                       |  |                 |                    |                    |  |
|  | C.R. Divina Pastora       | 28                      |                         |    |                        |                          |                          |                          |  |                        |                       |                       |                       |  |                 |                    |                    |  |
|  | León Rugby Club           | 8                       | 12                      |    |                        |                          |                          |                          |  |                        |                       |                       |                       |  |                 |                    |                    |  |
|  | León Rugby Club           | 8                       | 12                      |    |                        |                          |                          |                          |  | Santa María del Pilar  | 16                    | 8                     |                       |  |                 |                    |                    |  |
|  |                           |                         |                         |    |                        |                          |                          |                          |  | Santa María del Pilar  | 16                    | 8                     |                       |  |                 |                    |                    |  |
|  |                           |                         | Colegio San José        | 20 | 23                     |                          |                          |                          |  |                        |                       |                       |                       |  |                 |                    |                    |  |
|  | Independiente Rugby Club  | 6                       | Colegio San José        | 20 | 23                     | 6                        |                          |                          |  |                        |                       |                       |                       |  |                 |                    |                    |  |
|  | Independiente Rugby Club  | 6                       |                         |    |                        |                          |                          |                          |  |                        |                       |                       |                       |  |                 |                    |                    |  |
|  | Colegio San José          | 16                      | 50                      |    |                        |                          |                          |                          |  |                        |                       |                       |                       |  |                 |                    |                    |  |
|  | Colegio San José          | 16                      | 50                      |    | Colegio San José       | 30                       | 6                        |                          |  |                        |                       |                       |                       |  |                 |                    |                    |  |
|  |                           |                         |                         |    | Colegio San José       | 30                       | 6                        |                          |  |                        |                       |                       |                       |  |                 |                    |                    |  |
|  |                           |                         | Club de Rugby San Roque | 0  | 13                     |                          |                          |                          |  |                        |                       |                       |                       |  |                 |                    |                    |  |
|  | Club de Rugby San Roque   | 43                      | Club de Rugby San Roque | 0  | 13                     | 28                       |                          |                          |  |                        |                       |                       |                       |  |                 |                    |                    |  |
|  | Club de Rugby San Roque   | 43                      |                         |    |                        |                          |                          |                          |  |                        |                       |                       |                       |  |                 |                    |                    |  |
|  | Cultural Covadonga        | 3                       | 0                       |    |                        |                          |                          |                          |  |                        |                       |                       |                       |  |                 |                    |                    |  |
|  | Cultural Covadonga        | 3                       | 0                       |    |                        |                          |                          |                          |  |                        |                       |                       |                       |  |                 |                    |                    |  |
|  |                           |                         |                         |    |                        |                          |                          |                          |  |                        |                       |                       |                       |  |                 |                    |                    |  |

## Campeonatos Regionales
Debido a la creación de la 2.ª división de 32 participantes, las ligas territoriales se resintieron en gran medida. Por ejemplo la liga asturiana desapareció al no haber equipos suficientes para competir. La liga de sevilla quedó en 4 equipos, la de Granada y la vasca en 5. Sólo Madrid, Cataluña y Valencia pudieron hacer unas ligas competitivas. Las ligas de Valladolid, León y Salamanca se unificaron en una liga castellana.

#### Federación Catalana de Rugby
Sede: c/ Mallorca, 275, Barcelona

Licencias: 1525 (657 sénior, 437 juvenil, 431 cadete) 

20 clubes adscritos en 2 divisiones sénior, 1 juvenil, 1 cadete, 1 infantil

En Liga Nacional: 2 clubes en 1.ªD, 5 clubes en 2.ªD
| 1º Categoría | 1º Categoría                    | 2ª Categoría | 2ª Categoría                 | Juvenil | Juvenil                      | Juvenil B | Juvenil B                       | Cadetes | Cadetes                    |
| ------------ | ------------------------------- | ------------ | ---------------------------- | ------- | ---------------------------- | --------- | ------------------------------- | ------- | -------------------------- |
| 1º           | Barcelona Unión Club (BUC)      | 1º           | Unión Deportiva Samboyana B  | 1º      | Unión Deportiva Samboyana    | 1º        | G.E.i.E.G.-Gerona               | 1º      | Unión Deportiva Samboyana  |
| 2.º          | La Salle-Bonanova               | 2.º          | Club Natación Barcelona B    | 2.º     | Club Deportivo Universitario | 2.º       | Real Club Deportivo Español     | 2.º     | Unió Esportiva Bellvitge   |
| 3.º          | Real Club Deportivo Español     | 3.º          | Rugby Club Hospitalet        | 3.º     | Club Natación Pueblo Nuevo   | 3.º       | CRA Cassá                       | 3.º     | Club Natación Montjuich    |
| 4.º          | Casino Badalona                 | 4.º          | Rugby Club Cornellà B        | 4.º     | Club Natación Montjuich      | 4.º       | Casino Badalona                 | 4.º     | Club Natación Pueblo Nuevo |
| 5.º          | Sociedad de Cazadores Samboyana | 5.º          | Club Natación Pueblo Nuevo B | 5.º     | CD Universitario             | 5.º       | VPC Rugby Andorra               | 5.º     | CD Universitario           |
| 6.º          | G.E.i.E.G.-Gerona               | 6.º          | La Salle-Bonanova B          | 6.º     | Futbol Club Barcelona        | 6.º       | Centralban Rugby Club           | 6.º     | Barcelona Unión Club (BUC) |
| 7.º          | Centralban Rugby Club           | 7.º          | CRA Cassá                    | 7.º     | Rugby Club Cornellà          | 7.º       | Sociedad de Cazadores Samboyana | 7.º     | Rugby Club Cornellà        |
| 8.º          | VPC Rugby Andorra               | 8.º          | CD Medicina Autónoma         | 8.º     | Barcelona Unión Club (BUC)   |           |                                 | 8.º     | G.E.i.E.G.-Gerona          |
|              |                                 | 9.º          | Rugby Reus                   | 9.º     | Club Natación Barcelona      |           |                                 |         | La Salle-Bonanova          |
|              |                                 | 10.º         | CD Universitario B           | 10.º    | La Salle-Bonanova            |           |                                 |         |                            |
|              |                                 | 11.º         | Unió Esportiva Bellvitge     |         |                              |           |                                 |         |                            |

#### Federación Castellana de Rugby

##### Federación de Madrid
Sede: c/ Covarrubias-17, Madrid

Licencias: 1640 (815 sénior, 429 juvenil, 396 cadetes)

17 clubes adscritos en 2 divisiones sénior, 1 juvenil, 1 cadete

En Liga Nacional: 5 clubes en 1.ªD, 6 clubes en 2.ªD

| 1ª División | 1ª División                      | 2ª División | 2ª División                    | Juvenil | Juvenil                      | Cadetes | Cadetes                       |
| ----------- | -------------------------------- | ----------- | ------------------------------ | ------- | ---------------------------- | ------- | ----------------------------- |
| 1º          | CEU-San Pablo                    | 1.º         | Santa María del Pilar          | 1.º     | Club Deportivo Arquitectura  | 1.º     | C.D. Filosofía y Letras       |
| 2.º         | Colegio Mayor Cisneros B         | 2.º         | Club Ingenieros Industriales B | 2.º     | Santa María del Pilar        | 2.º     | Club Deportivo Arquitectura A |
| 3.º         | Teca Rugby Club B                | 3.º         | Club Deportivo Acantos         | 3.º     | Club Atlético Uros (CAU)     | 3.º     | Santa María del Pilar         |
| 4.º         | C.D. Filosofía y Letras          | 4.º         | Teca Rugby Club B              | 4.º     | Club Ingenieros Industriales | 4.º     | Liceo Francés                 |
| 5.º         | Liceo Francés B                  | 5.º         | Borys RC (CAU D)               | 5.º     | Olímpico Leganés             | 5.º     | Club Deportivo Arquitectura B |
| 6.º         | Club Ingenieros Industriales     | 6.º         | C.M. Alfonso X El Sabio        | 6.º     | Canoe Natación Club          | 6.º     | Teca Rugby Club A             |
| 7.º         | Club Atlético Uros (CAU) C       | 7.º         | Club Juventud Karmen B         | 7.º     | Club Deportivo Acantos       | 7.º     | Club Atlético Uros (CAU)      |
| 8.º         | Olímpico Leganés B               | 8.º         | C.D. Filosofía y Letras        | 8.º     | Colegio Mayor Cisneros       | 8.º     | Olímpico Leganés A            |
| 9.º         | Club Deportivo Arquitectura C    | 9.º         | ISEP Luis Vives-CEU            | 9.º     | Teca Rugby Club              | 9.º     | Teca Rugby Club B             |
| 10.º        | Colegio Mayor Antonio de Nebrija | 10.º        | CEU-San Pablo                  | 10.º    | C.D. Filosofía y Letras      | 10.º    | Olímpico Leganés B            |
|             |                                  | 11.º        | Club Juventud Karmen C         | 11.º    | Liceo Francés                | 11.º    | Club Juventud Karmen          |
|             |                                  | 12.º        | Club Deportivo Industriales B  | 12.º    | Club Juventud Karmen         |         |                               |

##### Federación Provincial de Valladolid
Sede: c/ Dos de Mayo-4, Valladolid

Licencias: 781 (199 Sénior, 281 Juvenil, 301 Infantil)

1 clubs adscritos en 1 división sénior, 1 juvenil, 1 cadete y torneos infantiles, alevines y benjamines

En Liga Nacional: 1 club en 1.ªD y 1 club en 2.ªD

##### Federación Provincial de Salamanca
Fundación: 1975

Sede: c/ Correhuela-5, Salamanca

Licencias inscritas en Valladolid

En Liga Nacional: 1 club en 2.ªD

##### Federación Provincial de León
Sede: c/ Alcázar de Toledo-16, León

Licencias: 505 (82 sénior, 87 juvenil, 336 cadetes) 

9 clubs en 1 división juvenil y 1 cadete

| Castilla | Castilla                   | Juvenil Castilla | Juvenil Castilla              | Cadete Castilla | Cadete Castilla               | León | León                    |
| -------- | -------------------------- | ---------------- | ----------------------------- | --------------- | ----------------------------- | ---- | ----------------------- |
| 1º       | Colegio El Salvador        | 1º               | Club Rugby San José A         | 1º              | Colegio Lourdes               | 1º   | León Rugby Club         |
| 2.º      | CDU-Valladolid B           | 2.º              | Colegio El Salvador           | 2.º             | Colegio El Salvador           | 3.º  | Veterinaria Rugby Club  |
| 3.º      | Unión Deportiva San Carlos | 3.º              | Sargento Pepper's             | 3.º             | CDU-Valladolid                | 3.º  | Ing. Técnicos Agrícolas |
| 4.º      | Club Rugby San José B      | 4.º              | Unión Deportiva San Carlos    | 4.º             | Colegio Onésimo Redondo       |      |                         |
| Desc     | Sargento Pepper's B        | 5.º              | Club Rugby San José B         | 5.º             | Ins. Politécnico Cristo Rey   |      |                         |
|          |                            | 6.º              | Colegio Lourdes               | 6.º             | Centro Cultural Vallisoletano |      |                         |
|          |                            | 7.º              | Centro Cultural Vallisoletano |                 |                               |      |                         |
|          |                            | 8.º              | Ins. Politécnico Cristo Rey   |                 |                               |      |                         |
|          |                            | 9.º              | Olímpico Valladolid           |                 |                               |      |                         |
|          |                            | 10.º             | CDU-Valladolid                |                 |                               |      |                         |
|          |                            | 11.º             | Club Rugby Vernes             |                 |                               |      |                         |

#### Federaciones del Norte

##### Federación Asturiana
Fundación: 1964

Sede: c/ Dindurra-20, Gijón

Licencias: 286 (127 sénior, 125 juvenil, 34 cadete) 

9 clubs en 1 división sénior y 1 juvenil

En Liga Nacional: 1 club en 2.ªD

##### Federación Cántabra
Fundación: 1941 (Ref. 1971)

Sede: c/ San Fernando-48, Santander

Licencias: 368 (144 sénior, 78 juvenil, 1146 infantil) 

11 clubes adscritos en 1 liga sénior, 1 juvenil y 1 cadete
 
En Liga Nacional: 1 club en 2.ªD

| Asturias | Asturias                       | Cadete Asturias | Cadete Asturias                | Cantabria | Cantabria                      | Juvenil Cantabria | Juvenil Cantabria              |
| -------- | ------------------------------ | --------------- | ------------------------------ | --------- | ------------------------------ | ----------------- | ------------------------------ |
| 1º       | Cultural Covadonga             | 1.º             | Cultural Covadonga             | 1º        | CD Aparejadores Burgos         | 1º                | Independiente Rugby Club       |
| 2.º      | CAU Oviedo                     | 2.º             | Sporting de Gijón B            | 2.º       | Instituto Torres Quevedo       | 2.º               | CDM Gen. Yagüe Burgos          |
| 3.º      | Escuela de Maestría Industrial | 3.º             | Universidad Laboral            | 3.º       | CDM Gen. Yagüe Burgos          | 3.º               | INEM Villa Junco               |
| 4.º      | Escuela de Maestría Industrial | 4.º             | Fundación Revillagigedo        | 4.º       | Facultad de Medicina Santander | 4.º               | Círculo Doctrinal José Antonio |
| 5.º      | Sporting de Gijón B            | 5.º             | Escuela de Maestría Industrial |           |                                |                   |                                |

#### Federaciones Vascas

##### Federación Guipúzcoa
Fundación: 1961

Sede: c/ Prim-28, San Sebastián

Licencias: 589 (182 Sénior, 137 Juvenil, 270 cadete)

7 clubes en 1 división sénior y 1 juvenil

En Liga Nacional: 1 club en 1.ªD, 3 clubes en 2.ªD

##### Federación de Vizcaya
Fundación: 1946 (Refundación 1971)

Sede:José Mª Escuza-16, Bilbao

Licencias: 465 (295 sénior, 170 juvenil)

11 clubes en 1 división sénior y 1 juvenil

En Liga Nacional: 3 clubes en 2.ª División
| Guipúzcoa-Navarra | Guipúzcoa-Navarra                | Guipúzcoa Juvenil | Guipúzcoa Juvenil           | Vizcaya-Álava | Vizcaya-Álava                | Vizcaya Juvenil | Vizcaya Juvenil      |
| ----------------- | -------------------------------- | ----------------- | --------------------------- | ------------- | ---------------------------- | --------------- | -------------------- |
| 1º                | Sociedad Deportiva Anoeta        | 1.º               | Club Atlético San Sebastián | 1º            | Gernika Rugby Taldea         | 1.º             | Getxo Rugby Taldea   |
| 2.º               | Juventud Deportiva Mondragón     | 2.º               | Hernani Club de Rugby       | 2.º           | Getxo Rugby Taldea           | 2.º             | Bilbao Rugby Club    |
| 3.º               | Ordiziako Mz.                    | 3.º               | Ordiziako Mz.               | 3.º           | Rugby Club Medicina Bilbao B | 3.º             | Basauri Rugby Club   |
| 4.º               | Rugby Club Irún B                |                   |                             | 4.º           | Bilbao Rugby Club B          | 4.º             | Gernika Rugby Taldea |
| 5.º               | CR Universidad de Navarra (CRUN) |                   |                             | 5.º           | Basauri Rugby Club B         |                 |                      |
|                   |                                  |                   |                             | 6.º           | Ciencias Bilbao Rugby Club   |                 |                      |
|                   |                                  |                   |                             | 7.º           | Ingenieros Rugby Club        |                 |                      |
|                   |                                  |                   |                             | 8.º           | Club de Rugby Baracaldo      |                 |                      |
|                   |                                  |                   |                             | 9.º           | Arangoiti Rugby Club         |                 |                      |
|                   |                                  |                   |                             | 10.º          | Sarrikò Rugby Taldea         |                 |                      |
|                   |                                  |                   |                             | 11.º          | Agurain Rugby Taldea         |                 |                      |

#### Federaciones de Sur y Este

##### Federación Andaluza de Rugby
Fundación: 1951

Sede: c/ Abades-11, Sevilla

Licencias: 748 (283 sénior, 187 juvenil, 278 cadete) 

12 clubes adscritos 1 división sénior, 1 juvenil

En Liga Nacional: 1 club en 1.ªD, 6 clubes en 2.ªD

###### Delegación de Granada
Fundación: 1974

Sede: Av. de Madrid-5, Granada

Licencias: 125 (107 sénior, 18 juvenil) 

3 clubes sin competición provincial

En Liga Nacional: 3 clubes en 2.ªD

##### Federación Valenciana
Fundación: 1931

Sede: c/ Lauría-18, Valencia

Licencias: 1321 (382 sénior, 237 juvenil, 702 cadete)

13 clubs en 2 divisiones sénior, 1 juvenil, 1 cadete

En Liga Nacional: 3 clubes en 2.ªD

##### Federación Aragonesa
Fundación: 1957

Sede: c/ Alfonso I -16, Zaragoza

Licencias: 681 (152 sénior, 152 juvenil, 377 cadetes) 

10 clubs en 1 campeonato sénior y 1 juvenil

En Liga Nacional: Ninguno

| Andaluza         | Andaluza                        | Valenciana 1ª      | Valenciana 1ª           | Valenciana 2ª     | Valenciana 2ª             | Aragonesa      | Aragonesa                        |
| ---------------- | ------------------------------- | ------------------ | ----------------------- | ----------------- | ------------------------- | -------------- | -------------------------------- |
| 1º               | Medicina Sevilla                | 1.º                | CAU Rugby Valencia      | 1.º               | CEU Alicante              | 1.º            | Armas Club de Rugby              |
| 2.º              | Universitario de Córdoba        | 2.º                | Club Náutico de Cullera | 2.º               | Tabernes Club de Rugby    | 2.º            | Club Deportivo Veterinaria       |
| 3.º              | CR Ciencias B                   | 3.º                | Moncada Rugby Club      | 3.º               | C.P. Les Abelles B        | 3.º            | Club Deportivo Ciencias Zaragoza |
| 4.º              | Universidad Laboral de Sevilla  | 4.º                | Club de Rugby San Roque | 4.º               | CAU Rugby Valencia B      | 4.º            | Club Deportivo Universitario     |
| 5.º              | Sevilla Club de Fútbol B        | 5.º                | XÈ-15 Valencia          | 5.º               | Tatami Rugby Club B       | 5.º            | A.T. Armas                       |
| 6.º              | Real Betis Balompié             | 6.º                | Elche Rugby Club        | 6.º               | Club Náutico de Cullera B |                |                                  |
|                  |                                 | 7.º                | Valencia Rugby Club B   |                   |                           |                |                                  |
| Andaluza Juvenil | Andaluza Juvenil                | Valenciana Juvenil | Valenciana Juvenil      | Valenciana Cadete | Valenciana Cadete         | Aragón Juvenil | Aragón Juvenil                   |
| 1º               | Club de Rugby Divina Pastora    | 1.º                | Luis Vives Rugby Club   | 1º                | Club de Rugby San Roque   | 1º             | Club Deportivo Universitario     |
| 2.º              | Sevilla Club de Fútbol          | 2.º                | C.P. Les Abelles        | 2.º               | Liceo Francés Valencia    | 2.º            | CR Seminario de Tarazona         |
| 3.º              | Club de Campo RACA Sevilla      | 3.º                | Valencia Rugby Club     | 3.º               | I.E.M. Joaquín Sorolla    | 3.º            | Colegio Dominicos                |
| 4.º              | Sevilla Atlético (Sevilla CF B) | 4.º                | Tatami Rugby Club       | 4.º               | Tatami Rugby Club         | 4.º            | Colegio Agustinos                |
| 5.º              | Club de Rugby Ciencias          | 5.º                | Moncada Rugby Club      | 5.º               | C.P. Les Abelles          | 5.º            | Club Deportivo Ciencias Zaragoza |
| 6.º              | Club de Rugby Tablada           | 6.º                | CAU Rugby Valencia      | 6.º               | I.E.M. Juan Garay         |                |                                  |
| 7.º              | Universidad Laboral de Sevilla  |                    |                         |                   |                           |                |                                  |

## Competiciones internacionales

### Trofeo Europeo F.I.R.A. (Sénior 1.ª División)
Consolidado el equipo nacional en la 1.ª División se podía apostar por mayores objetivos. En 1977 se obtuvo la mejor clasificación española de su historia, gracias a un poco de fortuna y a los errores de Italia. Se empezó mal el torneo perdiendo contra los italianos en Roma. Dos semanas después se perdía en Hendaya contra Francia B pero con un excelente partido de los españoles que tan solo perdieron por 7 puntos (28-21). Ya en 1977, las cosas fueron mejorando, se ganó a Marruecos en Madrid y también a Polonia dos meses después. La permanencia se había conseguido, y una semana más tarde se perdía en Barcelona contra una excelente Rumania, que había ganado a Francia y deseaba obtener su tercer título. La gran sorpresa, positiva para España, fue la debacle italiana en Bucarest unos días después. Los italianos sufrieron una humillante derrota por 69-0, lo que trastocaba la diferencia de puntos de italianos y españoles, dando a España el tercer puesto del torneo.

#### Resultados
| Ciudad     | Fecha      | Local     | Resultado | Visitante |
| ---------- | ---------- | --------- | --------- | --------- |
| Nowy Dwór  | 17-10-1976 | Polonia   | 8-38      | Rumania   |
| Sochzachew | 13-11-1976 | Polonia   | 13-7      | Marruecos |
| Bucarest   | 14-11-1976 | Rumania   | 15-12     | Francia B |
| Bucarest   | 17-11-1976 | Rumania   | 89-0      | Marruecos |
| Roma       | 27-11-1976 | Italia    | 17-4      | España    |
| Hendaya    | 5-12-1976  | Francia B | 28-21     | España    |
| Grenoble   | 10-02-1976 | Francia B | 10-3      | Italia    |
| Madrid     | 20-02-1977 | España    | 21-3      | Marruecos |
| Casablanca | 6-03-1977  | Marruecos | 10-9      | Italia    |
| Casablanca | 20-03-1977 | Marruecos | 0-69      | Francia B |
| Catania    | 2-04-1977  | Italia    | 29-3      | Polonia   |
| Madrid     | 17-04-1977 | España    | 11-3      | Polonia   |
| Barcelona  | 24-04-1977 | España    | 11-22     | Rumania   |
| Bucarest   | 1-05-1977  | Rumania   | 69-0      | Italia    |
| Varsovia   | 1-07-1977  | Polonia   | 9-26      | Francia B |

#### Clasificación
| Lugar | Selección | Partidos | Partidos | Partidos  | Partidos | Puntos  | Puntos    | Puntos | Tabla de puntos |
| Lugar | Selección | Jugados  | Ganados  | Empatados | Perdidos | A favor | En contra | dif.   | Tabla de puntos |
| ----- | --------- | -------- | -------- | --------- | -------- | ------- | --------- | ------ | --------------- |
| 1     | Rumania   | 5        | 5        | 0         | 0        | 233     | 31        | +202   | 15              |
| 2     | Francia   | 5        | 4        | 0         | 1        | 145     | 48        | +97    | 13              |
| 3     | España    | 5        | 2        | 0         | 3        | 68      | 75        | -5     | 9               |
| 3     | Italia    | 5        | 2        | 0         | 3        | 58      | 96        | -38    | 9               |
| 4     | Polonia   | 5        | 1        | 0         | 4        | 36      | 111       | -75    | 7               |
| 5     | Marruecos | 5        | 1        | 0         | 4        | 20      | 201       | -181   | 7               |

| Bandera de Rumania |
| Campeón Rumania    |
| Tercer título      |